# 纳粹德国和苏联对波兰的占领
第二次世界大战时期纳粹德国和苏联对波兰的占领始于1939年9月德苏進攻波兰，于1945年5月盟军击败德国时正式结束。在整个占领时期，波兰领土被德国和苏联瓜分，旨在由德国和苏维埃的占领政权来消除波兰文化，从而征服其人民。1941年夏季至秋季期间，苏联吞并的波兰领土在巴巴羅薩行動的最初阶段被德国占领。经过几年的战斗，苏联红军将德意志國防軍驱逐出苏联，并将德军从中东欧的其他地区经波兰赶回德国。 
两个占领国对波兰国家主权、波兰民族和波兰文化的存在有着程度相当的敌意，并希望将它们彻底毁灭。巴巴罗萨行动发动前，德国和苏联的在与波兰有关的政策上相互协调。其中最显著的是在四次盖世太保-内务人民委员部会议上，占领者讨论了处理波兰抵抗运动及将来摧毁波兰的计划。
约有600万波兰公民由于两国占领期间的暴行在1939年至1945年间死亡，约占当时波兰总人口的21.4％，其中半数是波兰犹太人。大多数波兰平民是德国人和苏联人各种敌意行动的目标，超过90％的死亡人数来自非军事损失。总体而言，在1939年至1945年德国占领战波兰领土期间，德国人共杀害了547万至567万名波兰人，其中包括近300万名犹太人。

## 管理
1939年9月，波兰被纳粹德国和苏联先后入侵并占领。按照莫洛托夫-里宾特洛甫条约，德国吞并了波兰领土的48.4％，剩余领土划归苏联。根据希特勒的两项法令的条款（1939年10月8日和12日），同时在斯大林的同意下，波兰西部的大片领土被德国吞并。划归德国直接管辖的领土面积约为92,500平方公里，拥有大约1050万居民。德占区的剩余领土由一个德国当局管辖，领土大小与德国直接管辖的波兰领土部分相同，约有1150万人居住，被称为波兰总督府，其首都位于克拉科夫。著名纳粹分子，德国律师汉斯·弗兰克于1939年10月12日被任命为波兰总督府的总督。地方行政机构以外的大多数政府机构都被德国官员所取代。被占领土上的非德裔人口遭到了强制安置、德国化、经济剥削以及缓慢但渐进的消灭行动的影响。
波兰一小片约700平方公里的土地在1938年之前是捷克斯洛伐克的一部分，拥有20万居民。德国占领后将该部分领土归还其盟友斯洛伐克。
德国和苏联于1939年划分波兰之后，以波兰人为主体民族的地区大多归于德国的控制，而苏联吞并的地区民族构成多样。苏联吞并的部分被划分为双语省，其中一些省有大量的乌克兰族和白俄罗斯族人口。他们中的许多人对苏联人表示欢迎，部分原因是受到苏联使者的共产主义鼓动。尽管如此，波兰人仍然是苏联吞并的所有领土上最大的单一种族群体。

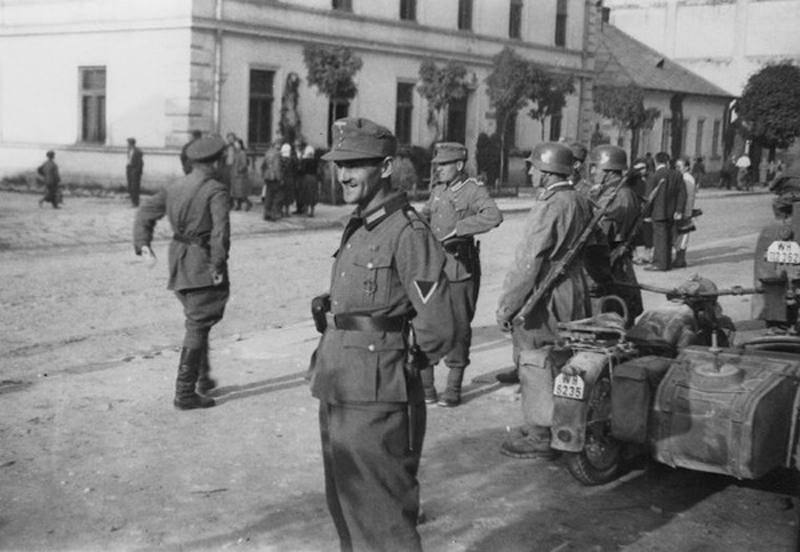
德苏入侵波兰之后，两国士兵在桑博尔周围漫步。德苏两国的军队后来在布列斯特举办了联合阅兵。

入侵结束时，苏联占领了波兰51.6％的领土，面积约20.1万平方公里，居民超过1320万人。这些地区的民族构成如下：38％波兰人（约510万人）、37％乌克兰人、14.5％白俄罗斯人、8.4％犹太人、0.9％俄罗斯人和0.6％德国人。此外还有33.6万名难民从德占区逃入苏占区，其中大多数是犹太人（19.8万人）。红军入侵的所有领土在一场造假的选举后被并入苏联，划归白俄罗斯苏维埃社会主义共和国和乌克兰苏维埃社会主义共和国。原波兰维尔纽斯地区被移交给立陶宛，但仅仅几个月后（1940年8月3日）立陶宛全境被苏联吞并，成为立陶宛苏维埃社会主义共和国。1941年德国入侵苏联之后，大部分苏占波兰领土被划归扩大后的波兰总督府。战争结束后，在斯大林的坚持下，波兰国界大幅西迁。

## 德国占领下的波兰公民待遇

### 《东方总计划》，“生存空间”和驱逐波兰人
1939年第二次世界大战爆发之前的几个月里，德国报纸和领导人开展了一场国内和国际宣传活动，指责波兰当局组织或容忍针对波蘭德裔的暴力种族清洗行为。英国大使霍华德·肯纳德爵士于1939年8月向哈利法克斯子爵发表了四份声明，内容涉及希特勒关于德裔群体在波兰遭遇的说法。肯纳德爵士在声明中得出结论，希特勒和纳粹的所有主张都是夸张或虚假的主张。

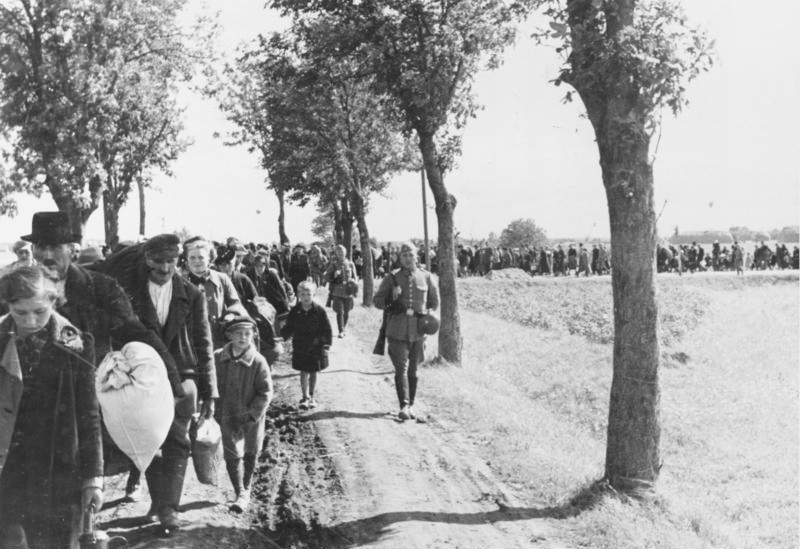
纳粹德国对波兰人的驱逐：1939年，波兰人被德国军队押送至火车。

从一开始，纳粹德国对波兰的入侵就是为了实现阿道夫·希特勒在《我的奋斗》中描述的德意志帝国未来计划。在希特勒的计划中，波兰将成为中欧和东欧德裔的“生存空间”。占领行动的目标是通过驱逐和消灭非德国民众，或让他们沦为奴工，从而将曾经的波兰领土变成德意志裔的“生存空间”。在战争期间，纳粹领导下的德国政府的目标是彻底摧毁波兰民族和国家。波兰人以及许多其他斯拉夫民族的命运被描绘在德国的大屠杀计划《东方总计划》，以及与之密切相关的《安置总计划》（Generalsiedlungsplan）中。在30余年的时间中，将会有约1250万德国人被重新安置到斯拉夫地区，包括波兰；一些版本规划了在一个世纪中移居至少1亿德国人。这些土地上的斯拉夫居民将被种族灭绝政策消灭；剩余的幸存者将进一步向东迁移，进入亚欧大陆乌拉尔山脉以东难以居住的地方，譬如西伯利亚。在计划的实现中，中欧和东欧将不会留下斯拉夫人或犹太人。《东方总计划》基本上是种族清洗的整体方案，分为两部分：第一部分为《小计划》（Kleine Planung），其中包括战争期间将要采取的行动；第二部分为《大计划》（Grosse Planung），其中包括战争胜利后将采取的行动。该计划构想了将各个被征服的民族按不同的比例实施德国化、驱逐到俄罗斯腹地深处、或是采取更为残酷的对待（包括有目的的饥饿和谋杀）；一切措施的净效应将确保被征服的地区不可逆转地德国化。在较长的时期内，波兰应只保留约300-400万适合德国化的波兰人。

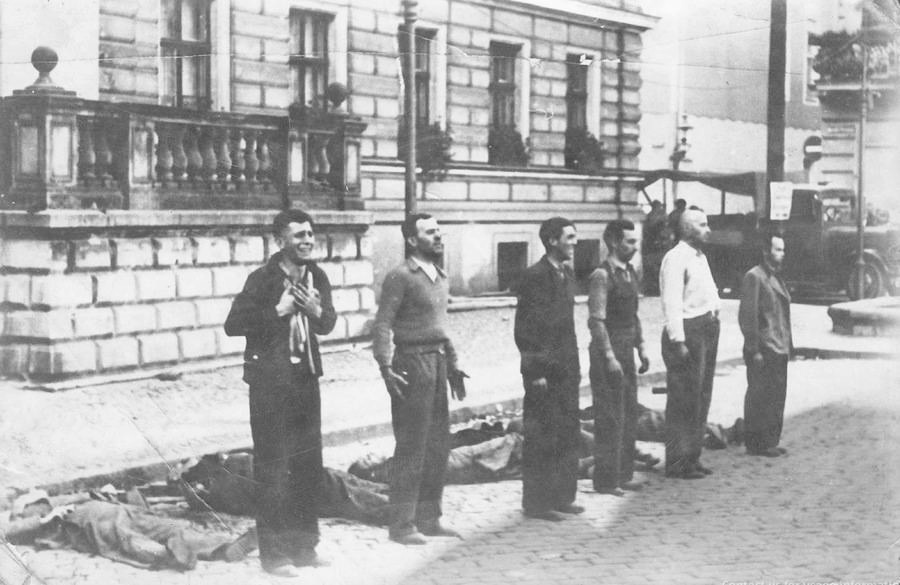
1939年9月，德国占领的比得哥什的几名波兰平民在一次街头围捕(历史名词)中被随机逮捕，随即被第二次世界大战期间波兰境内发生的战争罪行

德国军队控制波兰之后便几乎立刻开始实施这些计划。早在1939年10月，许多波兰人就被驱逐出德国吞并的土地，为德国殖民者腾出空间。只有约170万被选中用于德国化的波兰人获准留下，其中包括数千名被从父母身边带走的孩子。抵抗的波兰人将被送往集中营，因为“德国血统不得为外族的利益所用”。到1940年底，至少32.5万名来自德占领土的波兰人被强行安置在总督府，且被迫放弃了他们的大部分财产。年幼者和老年人中有许多人死亡：他们丧生在迁移途中，或是死在博图里采、斯木卡尔和托伦等城镇的临时中转营里。驱逐行动于1941年继续，4.5万名波兰人被迫向东迁移。然而，随着德国入侵苏联，因为越来越多的火车被转用于军事后勤，驱逐行动因缺乏列车而放缓。尽管如此，1942年末至1943年期间波兰总督府中仍发生了大规模的驱逐行动，影响了扎莫希奇-卢布林地区的至少11万名波兰人。成千上万的被驱逐者无处可去，只能被监禁在奥斯威辛集中营和马伊达内克集中营。截至1942年，原波兰地区新增的德国人人数已达到200万。
纳粹计划还要求消灭波兰境内的330万犹太人。对于占人口多数的非犹太人，纳粹采取了长期的灭绝计划：首先是大规模谋杀其政治、宗教和知识分子精英阶层，使得有组织的自上而下的抵抗运动更加难以形成。此外，占领地区的民众将沦为非熟练劳力，为德国控制的工业和农业工作。尽管种族理论错误地认为大多数波兰领导人实际上属于“日耳曼血统”，但纳粹仍针对性地消灭了波兰的精英阶层，其部分原因是纳粹认为日耳曼血统不得用于为外国服务。

#### 德意志人名錄

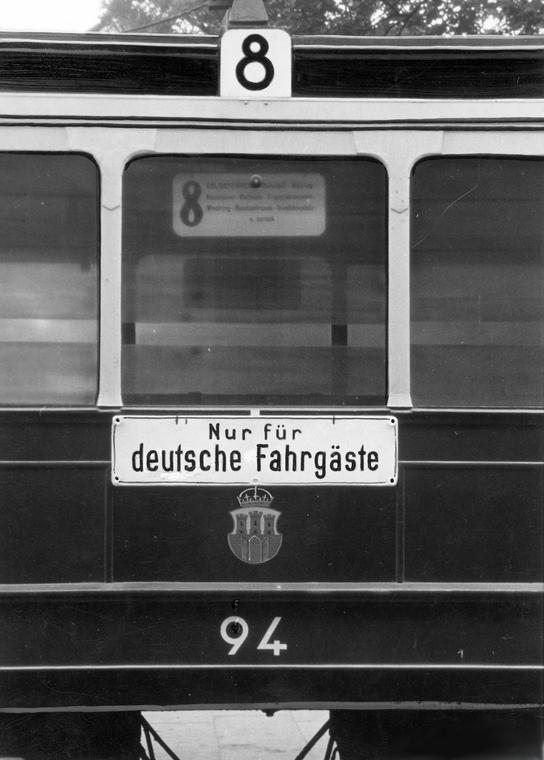
“仅限德国人”的标牌挂在在克拉科夫8号线电车上

德意志人名錄将可合作的波兰公民分为四组具有日耳曼民族传统的群体。第一组包括所谓的德意志族人，他们积极参与了波兰德国化的斗争。第二组包括那些没有积极参与但是“保留”其日耳曼特色的德裔。第三组包括所谓的留存有日耳曼血统的个人，他们已遭到“波兰化”，但纳粹相信德国可以赢回这些人。该组还包括与日耳曼民族结婚的非日耳曼血统的人，或是与具有可取的政治态度和种族特征的非波兰人群体成员成婚的人。第四组由存有日耳曼血统的人士组成，但他们已在政治上与波兰人融合。 
在名錄登记后，第一组和第二组的人自动成为德国公民。第三组的人获得德国公民身份，但仍有可能被撤销。第四组的人通过入籍程序获得德国国籍。对德国化的抵抗构成叛国罪，因为“德国血统不得为外族利益所用”；这些人将被送往集中营。没有资格列入名单的人被归类为无国籍人。来自被占领土的所有波兰人——即波兰总督府的波兰人，以及德国直属领土上的波兰人——被归类为不受保护的人。

### 鼓励种族冲突
根据1931年的波兰人口普查，在战前波兰的3500万人口中，66％的人将波兰语作为他们的母语，其中大多是罗马天主教徒。剩下的15％是乌克兰人、8.5％是犹太人、4.7％是白俄罗斯人、2.2％是德裔。德国人打算利用波兰第二共和国种族多元的特点，制订了旨在将波兰领土上多样的种族“分而治之”的政策，防止形成统一的抵抗。纳粹分裂波兰民族的一项尝试是创造了一个名为“格拉尔裔”的新种族。一些少数民族（如卡舒比人）被强行登记入德意志人名錄，作为弥补国防军损失的措施。与波兰人不同，德意志人民名单的成员属于征兵对象。

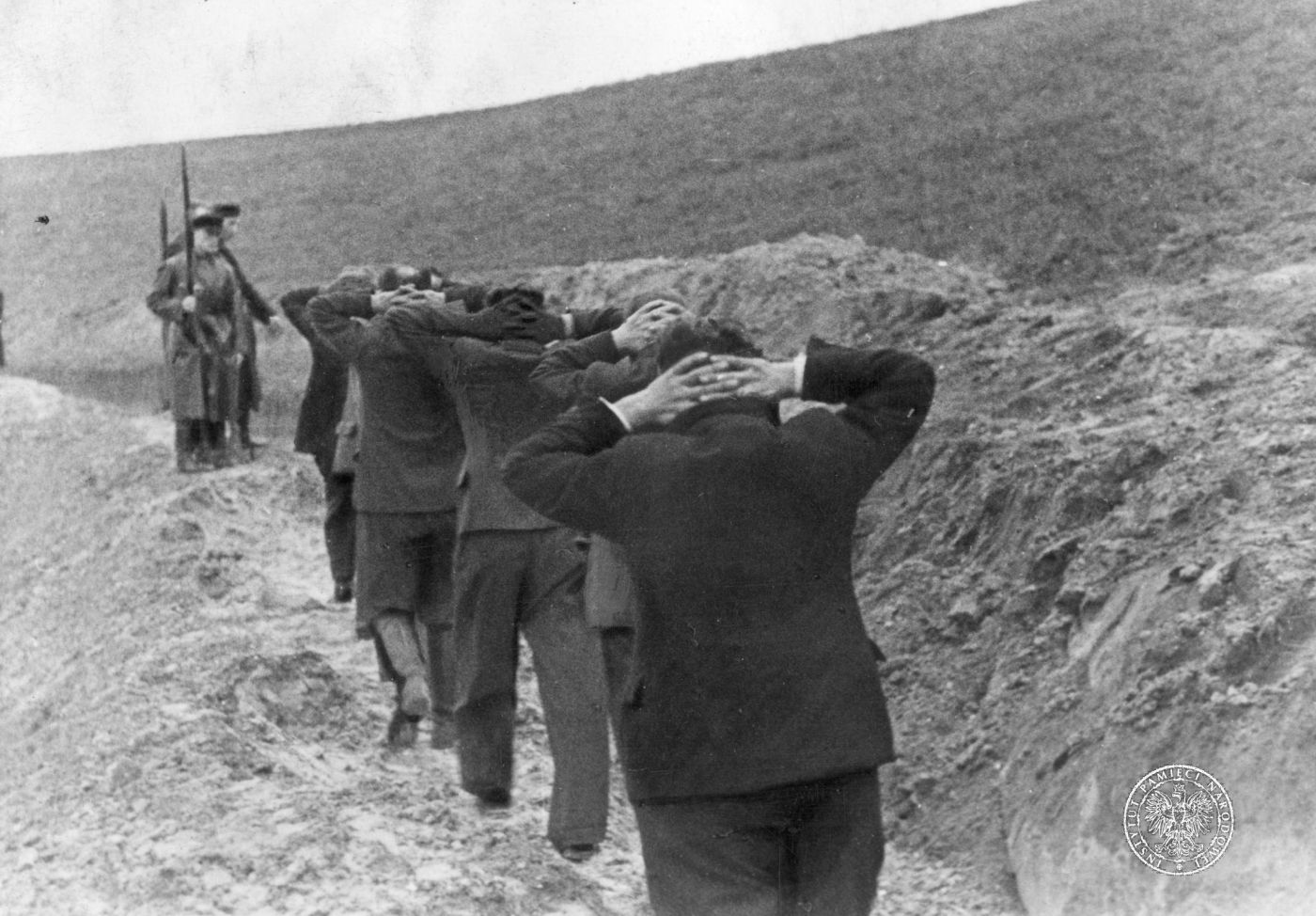
波兰教师在处决前由德裔自卫队的成员看守

在1940年5月25日的一份绝密备忘录《东方异族人的处置》中，党卫队领导人海因里希·希姆勒写道：“我们需要将东方的不同种族群体分裂成尽可能多的部分和小群体"。

### 强制劳役
德国人在入侵波兰之后不久就开始强行征召劳工。早在当年10月，德国就招募犹太人来修复战争损害，12岁或以上的妇女和儿童也需要工作；轮班可能需要半天，而且几乎没有任何补偿。劳工、犹太人、波兰人等受雇于党卫队拥有的企业（如德国军备厂，德意志设备厂，DAW等），以及梅塞施密特、容克斯、西门子和法本公司等私人企业。
 

强迫劳动者受到严厉的歧视待遇。纳粹当局1940年3月8日发布的《波兰法令》被用作德国使用外国劳工的法律依据。这些法令要求波兰人佩戴紫色的字母P作为识别，必须遵守宵禁，且不得使用公共交通工具以及许多德国“文化生活”中心和“娱乐场所”（包括教堂和餐馆）。德国人和波兰人之间的性关系被视作严格禁止的种族污秽行为，可判死刑。为了使波兰人与德国人口隔离，波兰人通常被安置在铁丝网包围的隔离营房中。

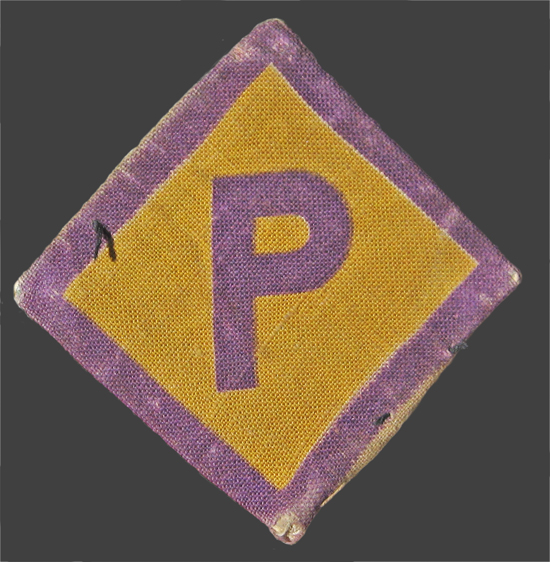
波兰劳工徽章
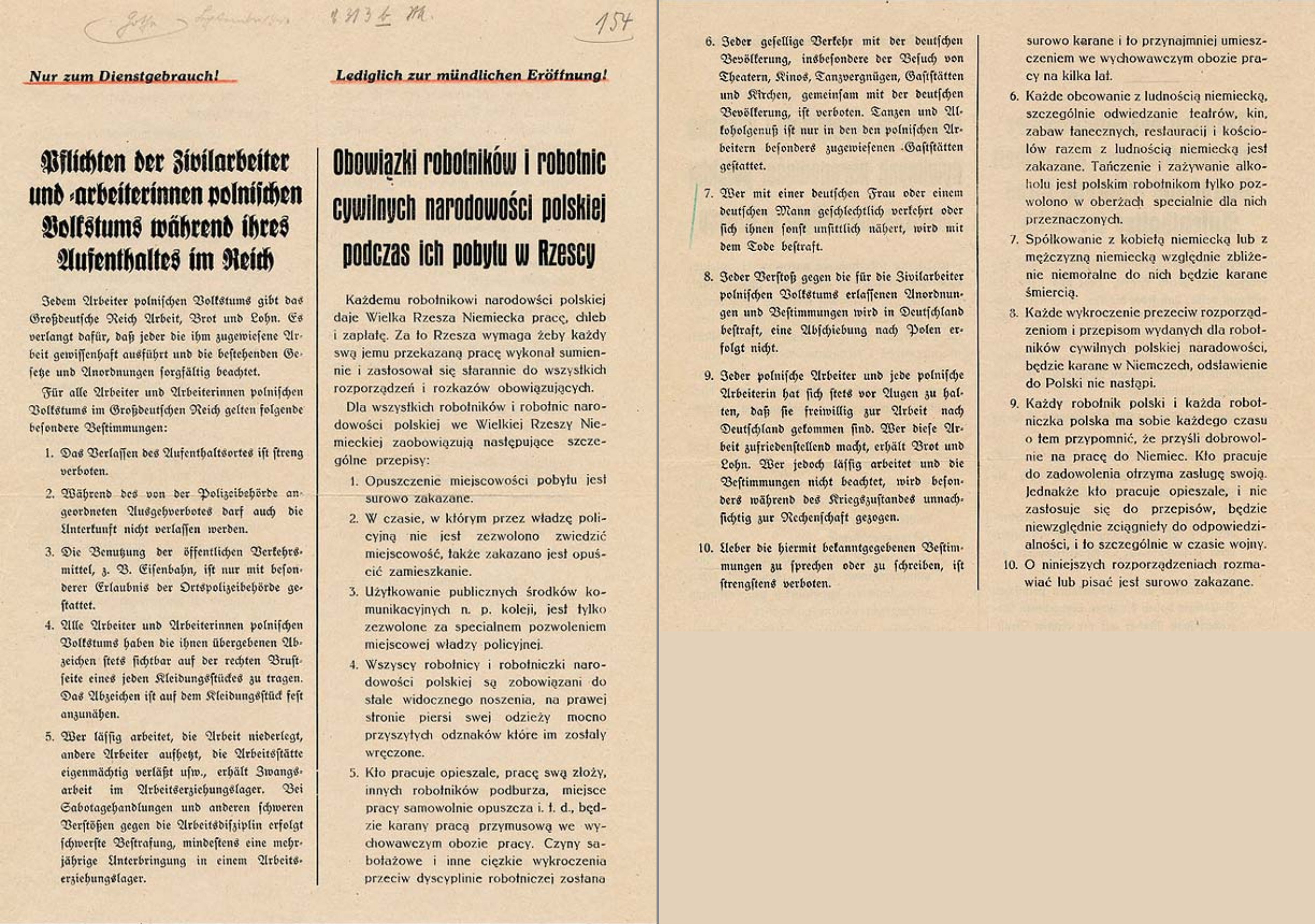
以德语和波兰语书写的劳动义务法令告示
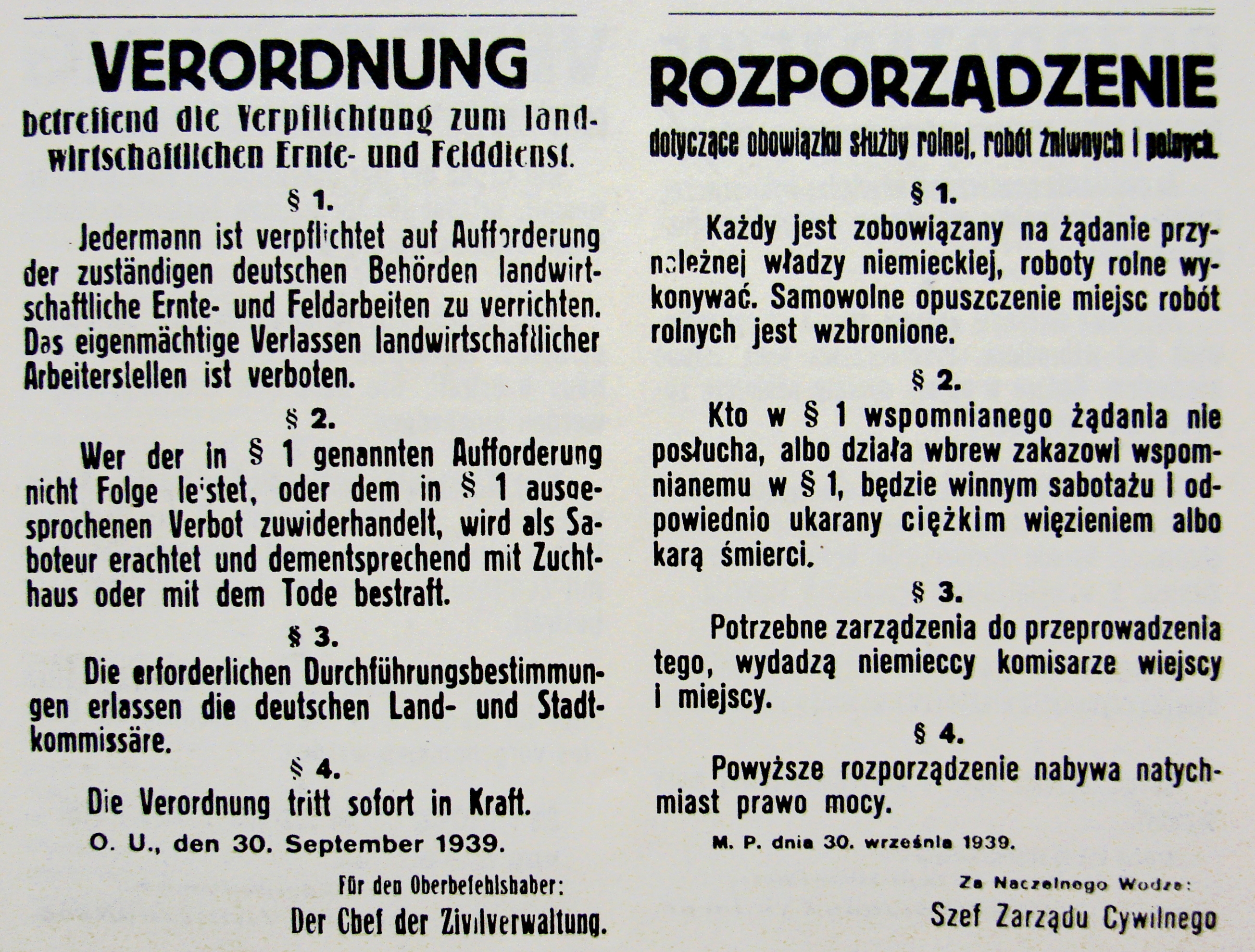
德语和波兰语书写的告示，宣布波兰人在收获期间拒绝工作将获死刑

 德国战争经济中的劳动力短缺愈发严峻，1943年德国人在斯大林格勒战役失利之后情况尤为恶化。劳力短缺导致越来越多的囚犯被用作德国工业的强制劳工。在德国入侵和占领波兰领土之后，至少有150万波兰公民（包括青少年）成为德国的劳工，很少有自愿参加的。历史学家扬·格罗斯（Jan Gross）估计，自愿前往德国工作的波兰工人“不超过15％”。共有230万波兰公民作为劳工被被强制遣送至德国，其中包括30万名战俘。与德国同行相比，波兰劳工往往需要工作更长时间，获得的工资更低。

### 集中营和灭绝营

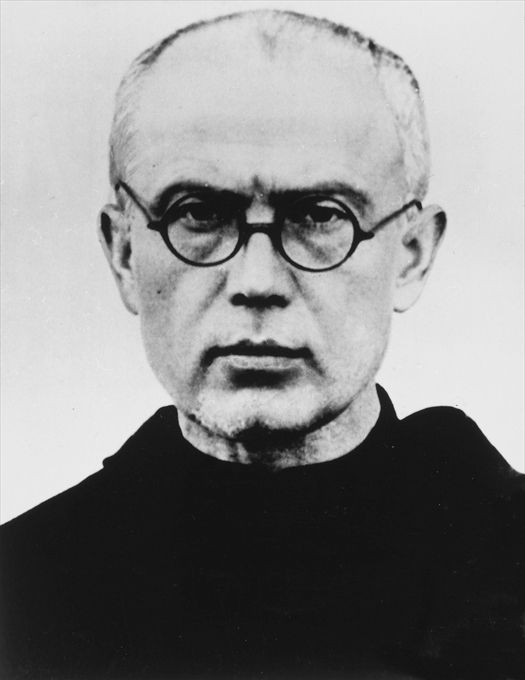
波兰方济各会牧师圣国柏神父，在奥斯威辛集中营自愿代替另一名囚犯赴死。

德国在领土上建立了一个纳粹集中营网络，其中许多都在波兰德占区，包括最庞大和最恶名昭彰的奥斯威辛集中营。这些营地的正式设计为劳改营，许多营地展示有“勞動帶來自由”的标语。只有高级官员才知道，部分营地——即所谓的“灭绝营”或“死亡营”——的一大目的是大规模杀害不受欢迎的少数族群；囚犯的官方用途是合成橡胶生产等企业的劳工，譬如IG法本工厂的工人来自奥斯威辛III号营或莫诺维茨集中营。来自集中营的劳动者会被强制劳动至死，即所谓的劳动灭绝。
奥斯威辛集中营于1940年6月14日接受了第一批728名波兰人，他们由塔尔努夫一座人满为患的监狱转来。在一年之内，波兰囚犯人数达到数千人。集中营囚犯开始遭到消灭，其中包括1941年9月的第一次毒气实验。根据波兰历史学家弗兰西什克·皮佩尔的说法，约有14万-15万名波兰人在奥斯威辛集中营关押过，其中约一半人因处决、医学实验、或因饥饿和疾病而在那里丧生大约10万名波兰人被关押在马伊达内克集中营，死亡率和奥斯维辛相似。大约3万名波兰人在毛特豪森死亡、2万人死在萨克森豪森、2万人在大罗森集中营遇难、在诺因加默集中营和拉文斯布吕克集中营各有1.7万名波兰人死亡，1万人在达豪集中营遇害，另有数万人在其他营地和监狱中丧生。

### 犹太人大屠杀

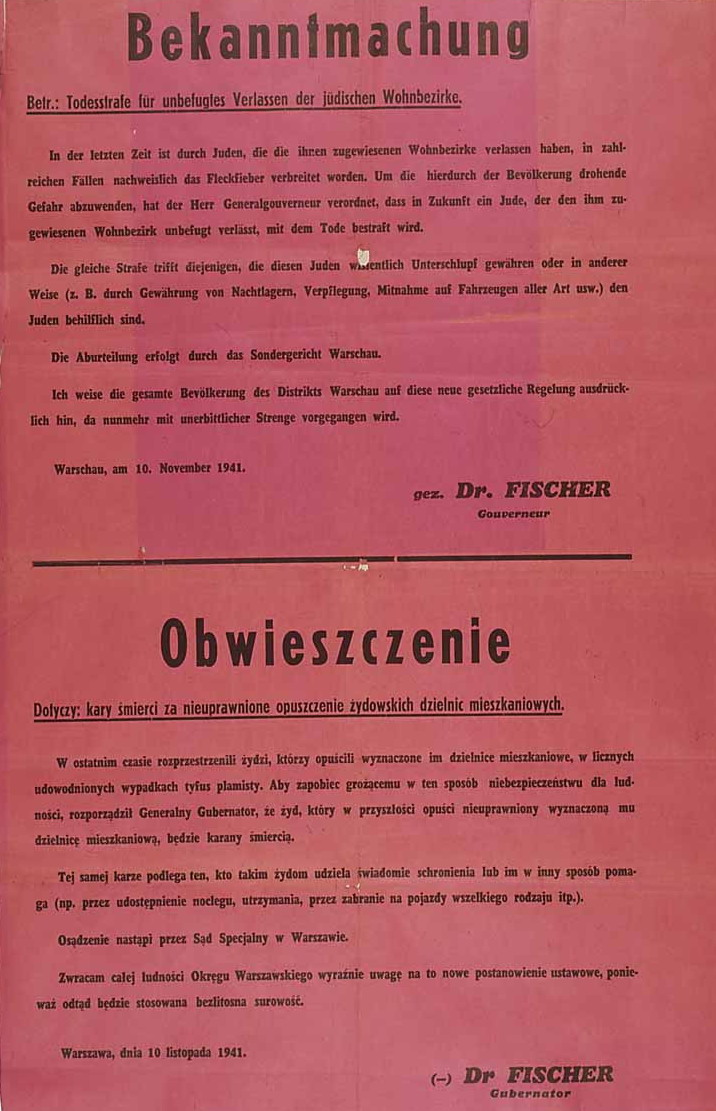
1941年的告示，宣布对在隔都外被捕的犹太人判处死刑，帮助犹太人的波兰人同样会被处决

1939年德国入侵波兰之后，约350万波兰犹太人中的大多数被纳粹德国纳入了新建立的犹太人隔都。隔都制度难以为继：截至1941年底，犹太人已经没有任何储蓄可以付给党卫队换取食物，也没有机会赚取自己的储蓄。1942年1月20日在柏林附近举行的万湖会议，纳粹当局为犹太人的彻底种族灭绝制定了新的计划，称为“犹太人问题的最终解决方案”。灭绝计划的代号为莱茵哈德行动。三座秘密灭绝营专门为行动而设立：特雷布林卡灭绝营、贝乌热茨灭绝营和索比布尔集中营。除莱因哈德营外，1942年3月马伊达内克集中营添加了使用齊克隆B的毒气室；奥斯威辛和海乌姆诺等也增加了毒气室等大规模处决的设施。

### 文化灭绝
纳粹德国致力于摧毁波兰文化。为此，许多文化和教育机构被关闭或摧毁：从学校和高等院校，到纪念馆和图书馆，乃至实验室和博物馆。许多来自这些机构员工被逮捕处决，成为迫害波兰知识精英行动扩大化的受害者。正如希姆莱在1940年5月的备忘录中所述，波兰儿童的学校教育被限制为几年的基础教育：“这种教育的唯一目标是教他们简单的算术，不超过500；写一个人的名字；教育的教义是服从德国人是神圣的律法……我不认为需要阅读。”

#### 消灭精英

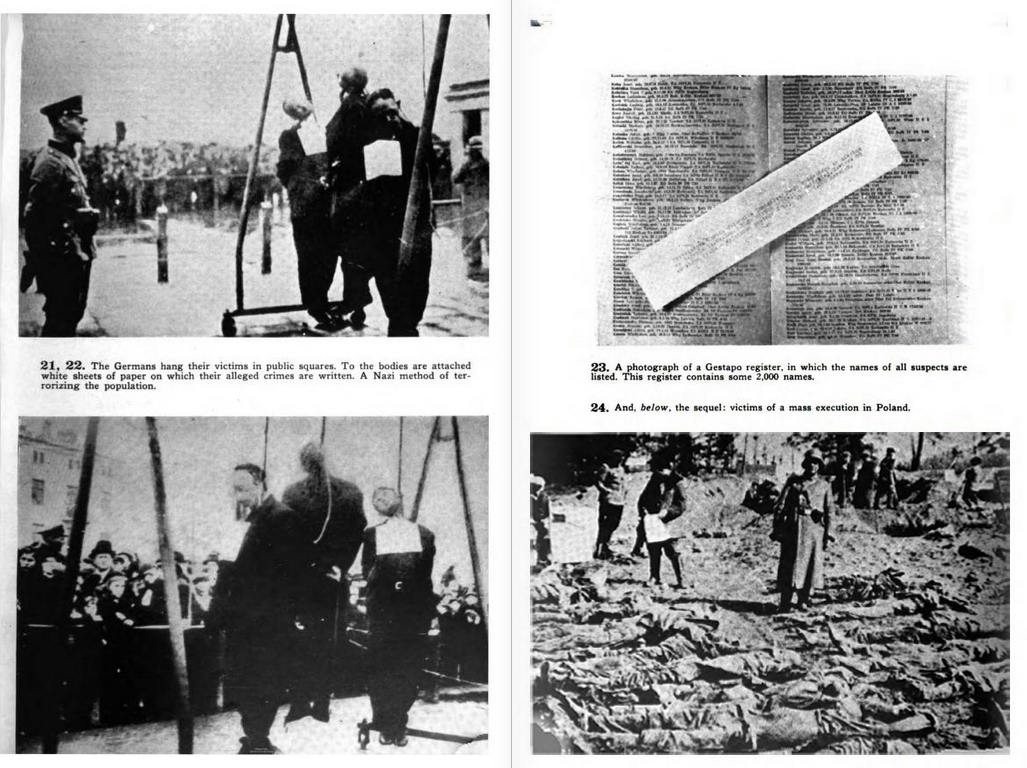
选自《波兰黑皮书》的照片，于1942年由波兰流亡政府在伦敦出版。

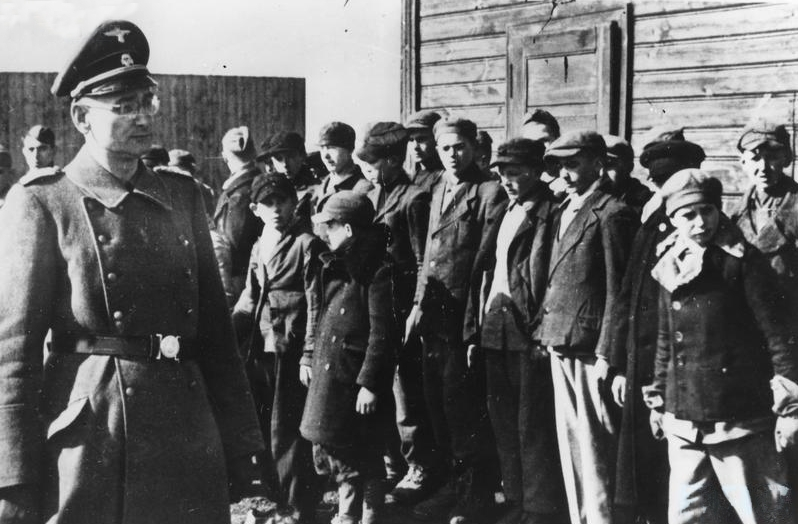
罗兹的儿童集中营主营（儿童集中营）中的男孩们接受点名。该集中营有一座用于关押波兰女孩的分营，位于捷尔若孜那(罗兹省)，最年幼的仅有八岁。

纳粹在战争开始前准备的放逐名单（《特别检察手册——波兰》）确定了超过61,000名被认为对德国不友好的波兰精英和知识分子领导人。1939年德国入侵期间，党卫队和警察（别动队）有专职部队负责逮捕或彻底杀害反抗德国人的抵抗者。他们得到了一些德国正规军部队的帮助，此外由波兰德裔（德意志裔人）组成的“自卫”部队也协助了行动。纳粹政权谋杀或镇压波兰精英的政策被称为“坦能堡行动”。行动目标不仅包括积极的抵抗者，还包括那些社会地位有能力组织抵抗的人。成千上万的人因受到教育（知识分子阶层，包括神职人员、政府官员、医生、教师和记者等）或富裕（地主、企业主等）而被认定“有罪”，有些被当场处决，有些被集中大规模处决，还有些被监禁或是送往集中营。一些大规模处决是针对波兰抵抗行动的报复行动。德国官员坚持集体有罪原则，并要求整个社区对身份不明的肇事者的行为负责。
特殊平定行动（又称“AB行动”）是最臭名昭著的知识分子屠杀行动之一。德国人在行动期间杀害了超过7,000名知识分子，包括许多大学教授、教师和牧师。1940年春季至夏季期间，德占波兰的纳粹当局逮捕了3万多名波兰人。纳粹在华沙城外，在帕尔米里附近的坎皮诺斯森林，以及城内的帕夫亚科监狱处决了数千人。其余大部分被送往德国各集中营。

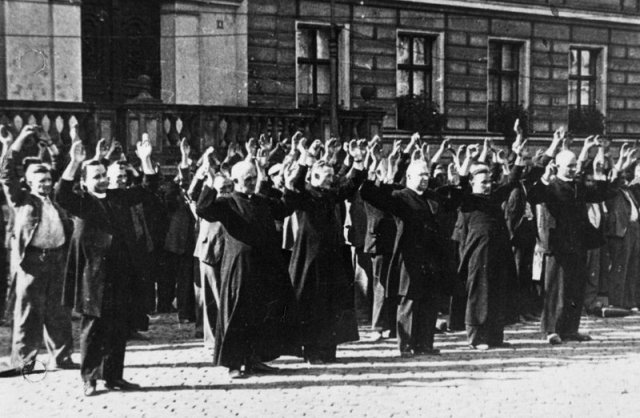
1939年9月9日，纳粹当局在比得哥什旧市场广场公开处决波兰神父和平民。

纳粹还迫害波兰的天主教会和其他较小的宗教团体。
在直接并入德国的波兰地区，纳粹对波兰教会的政策最为严苛。纳粹在直接管辖的领土上系统地解散教会——逮捕教会领导人，驱逐神职人员，关闭教堂和修道院。许多神职人员和修女被杀害，或被送往集中营与劳改营。早在1939年，瓦尔特兰大区就有80％的天主教神职人员被驱逐到集中营。波兰主教长奥古斯特·霍隆德枢机主教向梵蒂冈提交了一份关于波兰教会遭受迫害的正式记述。在为教宗庇護十二世提供的最终观察中，霍隆德写道：“希特勒主义意在系统地、彻底地摧毁……被并入帝国的波兰领土上的天主教会……”波兰较小规模的福音派教会同样不幸蒙难。切申西里西亚的所有新教神职人员被捕，并被放逐到毛特豪森、布痕瓦尔德、达豪和奥拉宁堡的集中营。在清洗行动中丧生的新教神职人员包括慈善活动家卡罗尔·库里什、神学教授埃德蒙·布尔舍，以及波兰奥格斯堡忏悔福音派教会主教尤利乌什·布尔舍。

#### 德国化
纳粹希望在德国吞并的波兰领土上实现完全的“德国化”，尤其是在占领区最西端的瓦尔特兰帝国大区地区。纳粹希望实现文化、政治、经济和社会的完全同化。占领区的小学禁止教授波兰语；从街道到城市的地标被大规模重新命名（如罗兹就被改为“利茨曼施塔特”Litzmannstadt）。波兰的各种企业乃至小商店都被德国接管，先前的所有者很少得到补偿。公共场所张贴标志禁止非德国人进入：“波兰人、犹太人和狗不得入内”。另一种告示是“仅限德国人”，常见于公共设施以及电车、公园、咖啡馆、电影院、剧院等地。
纳粹一直关注拥有北欧种族特征的波兰儿童。估计共有5万名儿童被纳入特别的德国化方案，其中大部分来自占领区的孤儿院和寄养家庭，但有些儿童是强制从父母身边带走的。德国化政策的受害者还包括作为强迫劳动者驱逐到德国，后来生育孩子波兰妇女：她们的婴儿经常被当局带走。如果孩子通过了种族、身体和心理测试，他们就会被送到德国实施“德国化”。
至少有4,454名儿童获得了新的德国名字，禁止使用波兰语，并在纳粹机构接受再教育。很少有人与原来的家人团聚。那些被认为不适合德国化的“不够雅利安”的儿童被送往孤儿院，甚至被送到奥斯威辛等集中营。许多儿童在集中营死亡，经常是被心脏内注射苯酚处决。对于波兰的强制劳工，在某些情况下，如果对父母的检查表明孩子可能不具有“种族价值”，则母亲将被迫堕胎。未通过集中检查的婴儿将被送往州孤儿院（外国儿童托儿所），其中许多婴儿因缺乏食物而死亡。

### 抵抗运动

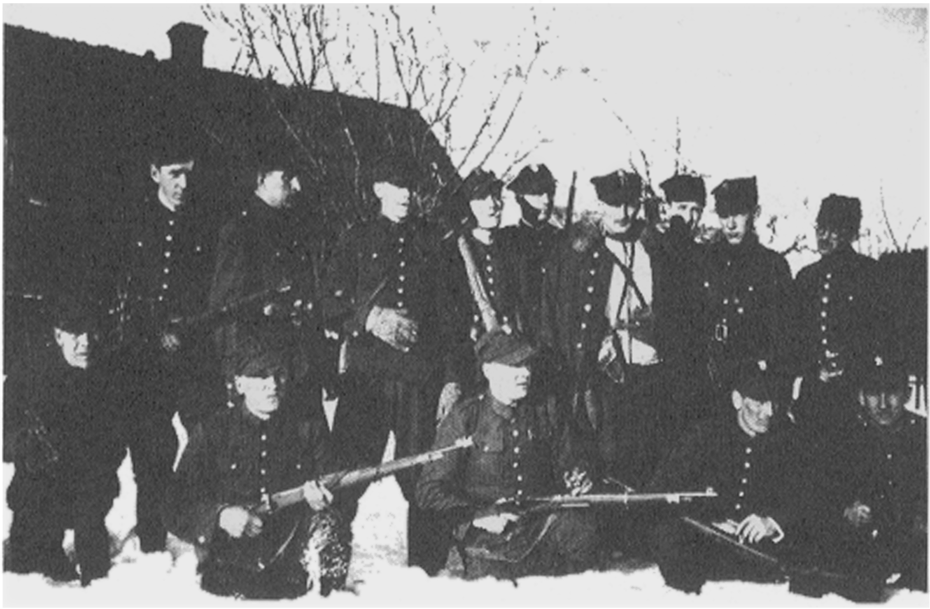
第二次世界大战时期最早的游击队，由亨里克·多布赞斯基（“胡巴尔”）指挥。照片摄于1939年冬

尽管波兰军队于1939年9月被击败，但波兰政府本身从未投降，而是撤离到西方组建波兰流亡政府。流亡政府在占领区由波兰政府代表团代表，受波兰政府代表领导。地下国民事部门的主要作用是保持整个波兰国家及其各级机构的延续性，如警察、法院和学校等。到战争的最后几年，地下国的民事机构包括地下议会、行政、司法（法院和警察）、中学和高等教育，并支持各种文化活动，如出版报纸和书籍、地下剧院、讲座、展览、音乐会和保护各种艺术品。地下国还提供社会服务，包括援助贫困的犹太人口（由援助犹太人委员会实施，即“热戈塔”）。通过全民抵抗指挥部（1941-1943），民事部门也参与了小规模的抵抗行为，例如小规模的破坏行为。1943年，全民抵抗指挥部与秘密抵抗局合并，形成了地下抵抗局，从属波兰救国军。

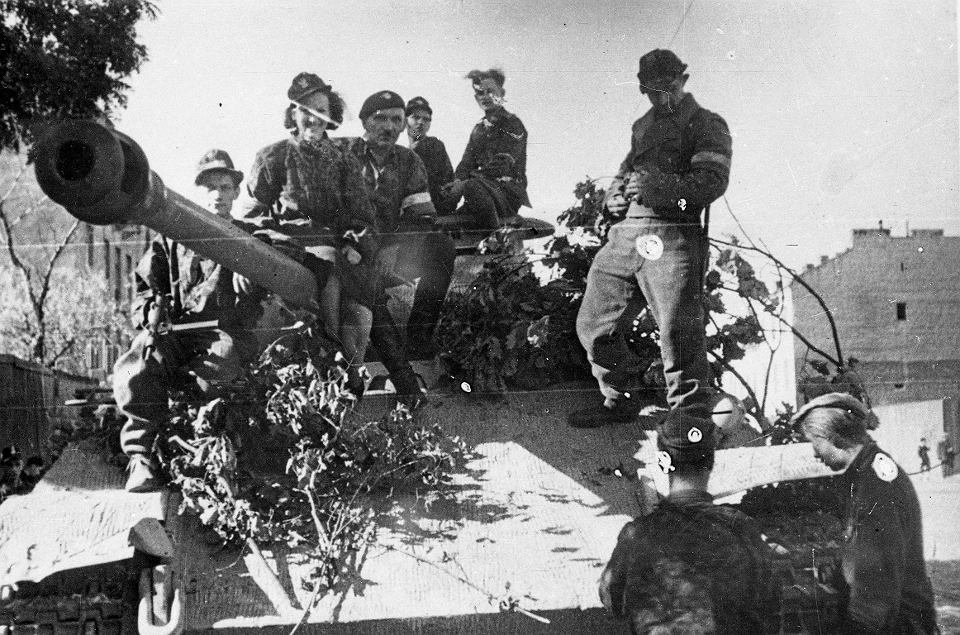
1944年华沙起义期间波兰人俘获的德国豹式坦克。图中为佐什卡营装甲排的波兰战士，由瓦茨瓦夫·米祖塔指挥

作为对占领的回应，波兰人组织了欧洲最大的地下运动之一。对纳粹德国占领的抵抗在德国入侵后几乎立即开始。波兰救国军忠于波兰流亡政府和波兰地下国军事部门，于1942年从一些较小的团体组成。此外还有一支波兰人民军，由苏联支持并受波兰工人党控制，但数量远远少于救国军。救国军于1942年2月成立时约有10万名成员，1943年初达到约20万人的规模。1944年夏天，风暴行动开始，救国军规模达到巅峰。对1944年上半年和当年夏季的救国军成员数的估计各有不同，较常见的估计认为救国军当时约有40万人。随着苏联军队逐渐推进，救国军于1944年8月1日在华沙发动起义抵抗德国军队。起义几乎没有得到附近苏联军队的援助，最终宣告失败，大大削弱了救国军的力量和地位。约有20万波兰人在起义中丧生，其中大多数是平民。

### 对波兰人口的影响
波兰人口在许多方面受到德国占领的影响。大量人员被驱逐出德国用于殖民统治的土地，并被迫在总督府地区重新定居。数十万波兰人被驱逐到德国从事工农业的强迫劳动，造成成千上万人死亡。波兰人也被征召用于波兰境内的劳动，关押在全国各地的劳教营中，死亡率很高。食品、供暖燃料和医疗用品普遍短缺，导致了波兰人口的高死亡率。最后，由于波兰抵抗运动袭击德军等原因，成千上万的波兰人在德国的报复行动中遇害。总体而言，约有300万波兰人因德国占领而死亡，超过战前人口的10％。如果再加上因德国反犹政策遇害的300万波兰犹太人，波兰在占领期间总共失去了大约22％的人口，这一比率是二战时期所有欧洲国家中最高的。

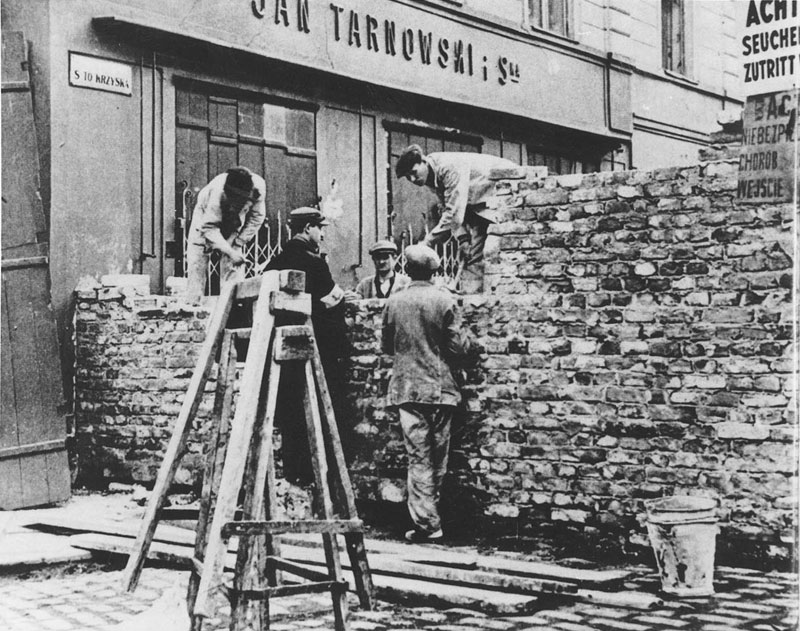
1940年，华沙隔都的圣十字大街正被封锁。照片拍摄于隔都“雅利安一侧”的馬薩科斯卡大街

波兰有大量的犹太人口。根据戴维斯的说法，在波兰遇害和获救的犹太人均高过其他任何国家。在波兰获救的犹太人人数通常估计为10万到15万之间。共计6,992名波兰人获得了国际义人称号，这一人数为各国中最多的。当救国军情报机构发现运出隔都的犹太人的真正命运时，波兰的援助犹太人委员会（热戈塔）于1942年底成立，得到了教会团体的合作。热戈塔委员会拯救了成千上万人的生命；其重点是保护儿童，因为委员会的力量几乎无法直接阻截严密保护的运输车。德国人实施了几项不同的法律分开隔都的波兰人和犹太人，波兰人生活在“雅利安一侧”，而犹太人居住在“犹太人一侧”。许多波兰人冒着生命危险为犹太人伪造“雅利安文件”，让犹太人在纸面上成为非犹太波兰人，从而可以生活在雅利安一方，避免遭受纳粹迫害。德国人实施的另一项法律是禁止波兰人从犹太商店购买商品，违者处决。犹太儿童被分散在波兰的安全屋和教堂网络中，经常被安置在修道院和教堂的孤儿院里。
在战争期间，约有300万波兰公民丧生，其中超过200万是波兰人，其余大部分是乌克兰人和白俄罗斯人。绝大多数遇害者是平民，大多数是被纳粹德国和苏联的行动杀害的。
除了被押往纳粹集中营之外，大多数波兰人死于炮击和轰炸、大规模处决、强迫饥饿、复仇杀戮、健康状况不良和奴役劳动。包括奥斯威辛二号营（比克瑙）在内，波兰境内有六座主要灭绝营，主要用于消灭犹太人。此外，施图特霍夫集中营被用于大规模灭绝波兰人。纳粹在波兰境内建立了一些波兰劳工（Polenlager）的平民劳改营（Gemeinschaftslager）。许多波兰人在德国集中营中丧生。奥斯威辛集中营的第一批非德国囚犯是波兰人；直到1942年纳粹开始系统性杀戮犹太人时，奥斯维辛的囚犯中大多为波兰人。奥斯维辛集中营的首次毒气处决涉及300名波兰人和700名苏联战俘。许多波兰人和其他中欧-东欧人士也被派往德国境内的集中营：超过3.5万人被送往达豪集中营、3.3万人到达拉文斯布吕克女性集中营、3万人被运往毛特豪森－古森集中營、2万人被运抵萨克森豪森集中营。
波兰总督府设立时有1,200万人口，领土面积为9.4万平方公里。后来约有86万名波兰人和犹太人被驱逐出德国吞并的波兰领土，并在总督府领地上“重新安置”，导致总督府人口大幅增加。然而人口增加被一系列因素抵消：德国组织一系列行动（如坦能堡行动）消灭波兰知识分子和其他潜在的抵抗力量；自1941年起，疾病和饥饿也开始减少人口；波兰人被大量驱逐到德国从事强迫劳动，最终大约有一百万人被驱逐出境，其中许多死在德国。

## 苏联占领下的波兰平民待遇

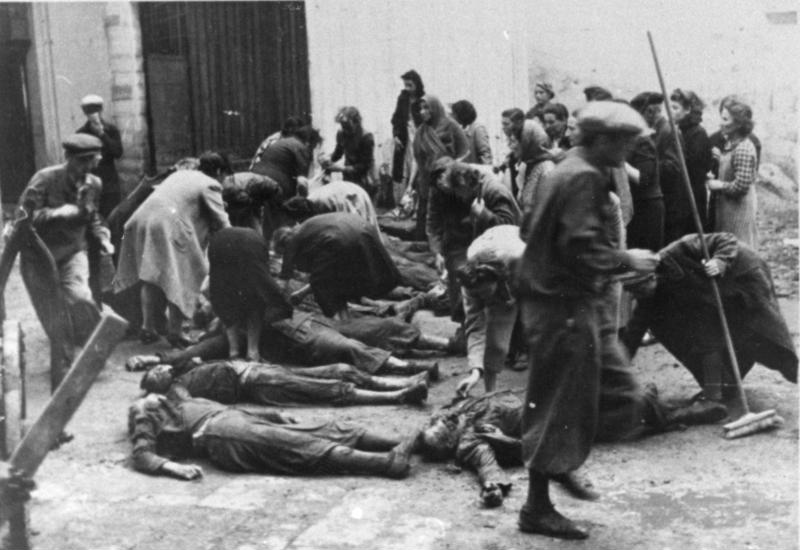
1941年的捷尔诺波尔，人们辨识被苏联内务人民委员部内务人民委员部囚犯大屠杀

波兰卫国战争结束时，苏联占领了波兰领土的52.1％（约20万平方公里），其人口超过1370万人。关于人口数量和构成的估计各有差异：根据Elżbieta Trela-Mazur教授的估计，苏联占领区的各族人口比例为：38％波兰人（约510万人）、37％乌克兰人、14.5％白俄罗斯人、8.4％犹太人、0.9％俄罗斯人和0.6％德裔。此外，苏联占领区还有来自德占波兰的33.6万名难民，其中大多数是犹太人（19.8万人）。苏联占领的地区被并入苏维埃领土，仅有维尔诺地区（今维尔纽斯周围）被移交至立陶宛。然而此后不久，立陶宛转为苏维埃共和国，之后立即并入苏联。
苏联的占领起初得到了一些语言少数群体成员的支持，因为他们在波兰第二共和国的民族主义政策下受到了伤害。大多数乌克兰人起初欢迎波兰与苏联乌克兰的统一，因为二十年前他们在波乌战争和乌克兰-苏维埃战争期间的自决尝试都失败了。
有大批战前的波兰公民——特别是犹太青年——认为苏维埃政权是在传统民族或文化群体之外开展政治或社会活动的机会；乌克兰族农民在一定程度上也如此认为。然而，随着时间的流逝，他们的热情逐渐消失——因为苏联的镇压明显是针对所有群体的，无论政治立场如何。
英国历史学家西蒙·蒙蒂菲奥里表示，苏联在占领的波兰领土上的恐怖行为与纳粹在波兰西部的行径一样残暴和悲惨。苏联当局残酷地对待那些可能反对他们统治的人。截至1940年11月10日，波兰前东部领土总人口的10％左右被逐出占领区，被驱逐者中有30％在1941年死亡。苏联当局在1939年至1941年期间逮捕并监禁了大约50万波兰人，其中包括前官员、军官、以及天然的“人民的敌人”，譬如神职人员、贵族和知识分子。苏联人还处决了大约6.5万名波兰人。红军的士兵和他们的军官表现得像征服者，掠夺和盗取波兰的宝藏。斯大林获悉红军的行径时回答道：“如果没有恶意，他们（士兵）可以得到赦免”。
在臭名昭著的卡廷大屠杀中，苏联秘密警察系统地处决了21,768名波兰人。受害者中有14,471名前波兰官员，包括政治领导人、政府官员和知识分子。1943年纳粹分子在卡廷森林的乱葬坑中发现了其中大约4,254具尸体，随后邀请了一个由中立代表和医生组成的国际小组来研究尸体并确认苏维埃罪行，但该研究的发现被盟军谴责为“纳粹宣传”。 

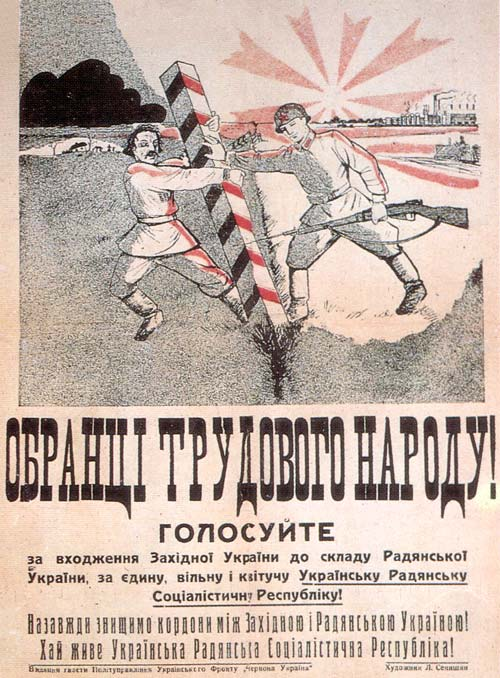
针对波兰乌克兰人口的苏联化宣传海报。案文写着“劳动人民的选民！投票让乌克兰西部地区并入苏联乌克兰”

在入侵开始时，苏联已不再承认波兰国家，因此两国政府从未正式宣战。结果，苏联没有将波兰俘虏归类为战俘，而是将其分类为反对新成立的西乌克兰和西白俄罗斯合法政府的造反分子。[n]苏联杀害了上万名波兰战俘，其中一些在战役仍未结束时就被处决，如9月22日被捕、审讯并枪决的尤瑟夫·奥什纳-魏钦斯基准将。9月24日，苏联在扎莫希奇附近的格拉博维耶茨村杀害了波兰军事医院的42名工作人员和病人。苏联人还在9月28日处决了沙克战役后俘获的的所有波兰军官。在卡廷大屠杀中，有2万多名波兰军人和平民丧生。
根据《{西科尔斯基-迈斯基协定》，波兰和苏联于1941年重新建立了外交关系；但在波兰政府要求独立检查新发现的卡廷埋葬坑时，苏联人于1943年再次中断两国外交。苏联随后游说西方盟国承认旺达·瓦西列夫斯卡在莫斯科领导的亲苏联波兰傀儡政府。
1939年9月28日，苏联和德国修改了莫洛托夫-里宾特洛甫条约的秘密议定书。他们将立陶宛移入苏联势力范围，并将波兰边境向东移动，为德国提供更多领土。这一安排常常被称作第四次瓜分波兰。划归苏联的波兰领土几乎全部位于皮萨河、纳雷夫河、西布格河和桑河以东，其面积约20万平方公里，居住着1350万波兰公民。
红军起初在当地人中混淆视听，声称他们到来是为了从纳粹手中拯救波兰。红军的进军令波兰社区及其领导人大为吃惊，他们没有被告知如何应对布尔什维克的入侵。和德国政权相比，波兰和犹太公民起初可能更喜欢苏维埃政权；但苏联人很快就证明自己对波兰人民及其文化的敌意和破坏性与纳粹相当。苏联当局开始没收、国有化和重新分配波兰的所有私人和国有财产。在吞并后的两年间，苏联当局逮捕了大约10万名波兰公民，并驱逐了35万至150万人，其中15万人至100万人丧生，大多是平民。[b]

### 土地改革和集体化
苏联发起的土地改革计划加强了苏联的支持基础。拥有大片土地的地主大多被划为“富农”，其土地被剥夺，并被分配给较贫穷的农民。
然而，苏联当局随后开始了一场强制集体化运动，很大程度上抵消了土地改革的早期收益。农民往往不想加入集体农庄，也不愿白白上交他们的粮食以履行国家规定的配额要求。

### 取缔波兰政府机构和社会机构
当德国人强制执行基于种族主义的政策时，苏联政府通过诉诸苏联的意识形态来确立其斯大林主义政策，这实际上意味着该地区的彻底苏维埃化。征服波兰东部之后，苏联当局立即开始了新并入地区的苏维埃化运动。在最后一批波兰部队投降后几周，苏联人于1939年10月22日组织了莫斯科控制的西白俄罗斯与西乌克兰最高苏维埃（立法机构）选举。这场做样子的选举使得苏联吞并波兰东部的行为合法化。

随后，解体后的波兰国家的所有机构都被关闭，随后在苏联指定的监督控制下重新开放。利沃夫大学和许多其他学校很快重新开放，但它们作为苏联机构重新开始，而不是延续学校的旧传统。利沃夫大学根据苏维埃高等教育法规重组。大学的学费与该机构的亲波兰传统使得大多数乌克兰农村人口无法入学；苏联当局于是取消了学费，并开设了几个新的学科：如俄语语言和文学专业，旨在加强苏联意识形态的马克思列宁主义、辩证唯物主义和历史唯物主义学科也开启了。苏联当局解散了波兰文学和语言研究。45名新教员被从苏维埃乌克兰的其它机构（主要是哈尔科夫和基辅的大学）调配到利沃夫大学。1940年1月15日，利沃夫大学重新开学，并开始按照苏联课程教学。
与此同时，苏联当局试图通过消除大部分与波兰国家甚至波兰文化有联系的内容，来消除该占领区的波兰历史痕迹。1939年12月21日，波兰兹罗提退出流通，且没有与新引进的卢布兑换；这意味着该地区的所有人口一夜之间丧失了所有的积蓄。
苏联当局实施了一个类似于警察国家的政治制度，所有波兰政党和组织都解散了，只有共产党与其下属的组织被允许存在。
所有宗教团体都遭到迫害。所有企业都被国家接管，而农业则被集体化。

### 恐怖统治
苏维埃化的一个固有部分是由内务人民委员部和其他苏联机构发起的恐怖统治。首当其冲的是在波兰卫国战争期间和之后被苏联俘获的大约25万名波兰战俘：由于苏联没有签署任何关于战争规则的国际公约，这些俘虏被剥夺了战俘地位，几乎所有被俘的军官和大量普通士兵遇害或者被送到古拉格。德国入侵苏联之后，成千上万的其他人在1941年中期成为内务人民委员部囚犯屠杀的牺牲品。
类似的政策也被用于平民。苏联当局认为为战前的波兰国家服务是“反革命罪行”和“反革命活动”，随后开始大批逮捕波兰知识分子、政治家、公务员和科学家，也有涉嫌对苏维埃统治构成威胁的普通人。被捕的波兰知识分子成员包括前总理莱昂·科兹沃夫斯基和亚历山大·普里斯托尔，以及斯坦尼斯瓦夫·格拉布斯基，斯坦尼斯瓦夫·格沃宾斯基和巴切夫斯基家族。内务人民委员部的行动最初主要针对可能的政治对手，到1940年1月行动开始针对其潜在盟友，包括波兰共产党和社会主义者。被捕者包括瓦迪斯瓦夫·布洛涅夫斯基、亚历山大·瓦特、塔德乌什·佩帕、利奥波德·列文、安纳托尔·斯特恩、特奥多·帕尼斯基、玛丽安·丘克诺夫斯基等等。

### 放逐

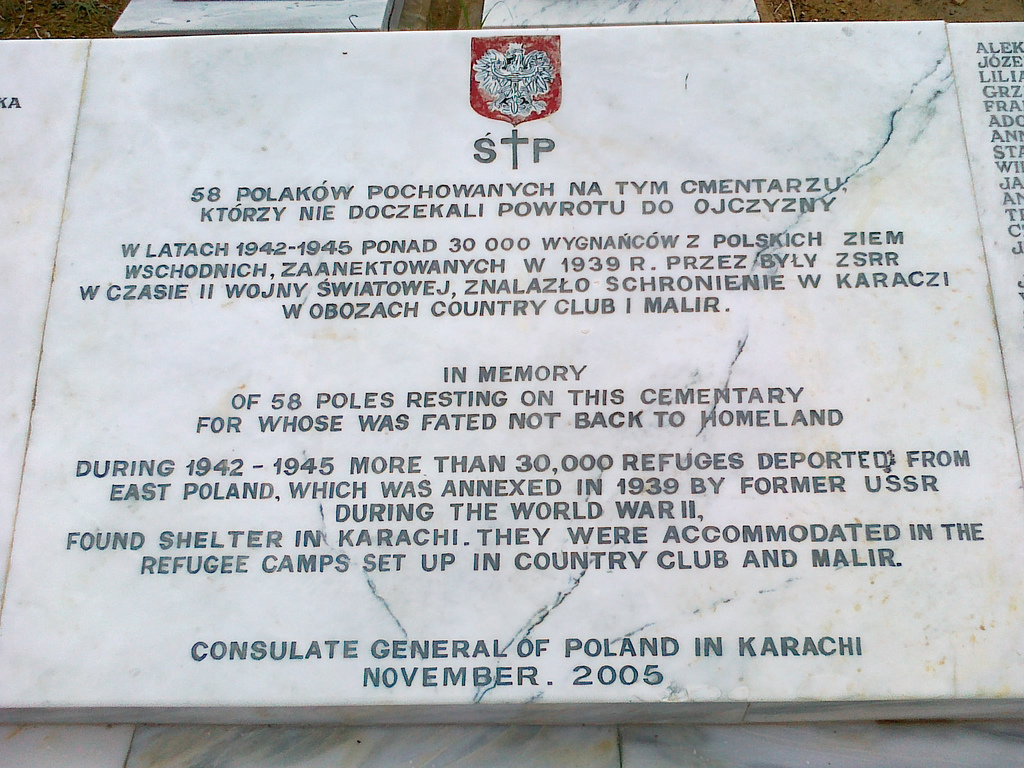
在1942年至1945年期间，将近3万名波兰人被苏联驱逐到卡拉奇（当时在英国统治下）。这张照片展示的是纪念在卡拉奇死亡并被埋葬在卡拉奇墓地的难民的纪念碑。

1940年和1941年上半年，苏联人放逐了超过120万名波兰人，其中大部分在四次大规模行动中被驱逐。第一次放逐发生在1940年2月10日，超过22万人被送往俄罗斯北部；1940年4月13日的第二次放逐中，32万人被主要遣往哈萨克斯坦；1940年6月至7月的第三次放逐总计驱逐超过24万人；第四次发生在1941年6月，驱逐了30万人。1941年波兰与苏联恢复外交关系后，根据苏联的资料，已有超过76万名被驱逐者被确认死亡；其中很大一部分死者是儿童（儿童人数占驱逐者总数的三分之一）。
在苏联占领的两年期间，大约有10万名前波兰公民被捕。监狱很快就挤满了涉嫌参与反苏活动的被拘留者。内务人民委员部不得不在该地区几乎所有城镇开设数十座临时监狱。逮捕浪潮导致大规模的人员重新安置，牵扯到富农、波兰公务员、林业工人、大学教授与流放移民等大量团体。大批人员被迫重新安置到苏联偏远地区的古拉格劳改营和流放定居点。在四次大规模的驱逐浪潮中，共有大约一百万人被派往东部。根据诺曼·戴维斯的说法，在1941年《西科尔斯基-迈斯基协定》签署之前，被驱逐者中几乎有半数死亡。
根据苏联法律，被苏联认定为前波兰公民的所有苏占区居民自动获得苏联国籍。但是，实际授予公民身份仍然需要得到个人的同意，而波兰居民被强烈逼迫要求同意获得国籍。选择不接受国籍的难民被威胁称将被遣返至纳粹控制的波兰领土。

### 激化民族矛盾
此外，苏联利用波兰人与其他民族之间紧张的民族关系，煽动和鼓励针对波兰人的暴力行为，呼吁少数民族“纠正他们在波兰统治二十年期间经受的错误”。战前的波兰被描绘成一个资本主义国家，建立在对劳动人民和少数民族的剥削之上。苏联的宣传声称，波兰第二共和国对非波兰人的不公平待遇是其遭到肢解的理由。苏联官员公开煽动暴徒杀戮和抢劫。苏联激发的恐怖活动的死亡人数仍然未知。

### 苏联重新控制波兰
随着纳粹德国军队于1945年被逐出波兰，波兰几乎立即恢复正式主权，但实际上该国仍然处于苏联控制之下。波兰一直被苏军北方集群占领至1956年，但波兰直到1991年苏联解体后才摆脱苏联的控制，苏军北方集群则直到1993年才撤出波兰领土。这一时期的事件至今仍是波俄外交关系的绊脚石之一。

## 伤亡

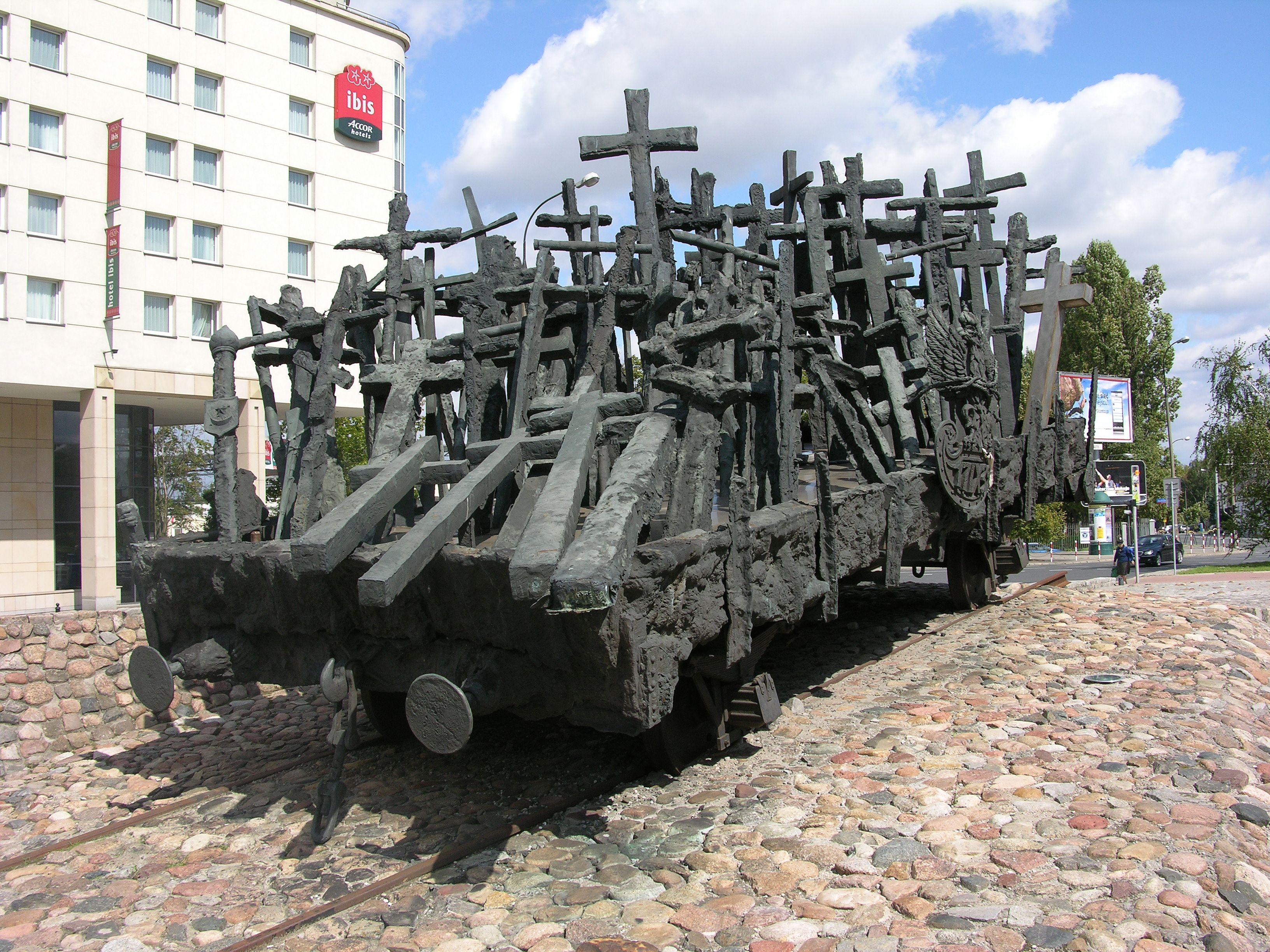
华沙的东方烈士与遇难者纪念碑

超过600万波兰公民于1939年至1945年间遇难，占波兰第二共和国战前人口的近21.4％。超过90％的死亡人数为非军事损失，大多数波兰平民是德国人和苏联人各种有意的敌对行动的目标。
两国占领者不仅希望获得波兰领土，还希望摧毁波兰文化和整个波兰民族。
新罕布什尔大学社会学教授塔德乌什·彼得罗夫斯基重新评估了波兰在第二次世界大战中的损失。波兰在战争期间有515万名遇难者，其中包括纳粹对波兰民族的罪行与犹太人大屠杀的受害者，以及因占领者对待波兰公民的手段而死的波兰人。其中，有35万人在1940年至1941年的苏联占领期间死亡。10万波兰人于1943年至1944年间在乌克兰遇害，其中8万人在死于乌克兰反抗军实施的瓦莱尼亚与东加利西亚波兰人大屠杀。死者中有310万犹太人，200万名波兰人50万名乌克兰人和白俄罗斯人。
2009年8月，波兰国家记忆研究院的研究人员估计，战争期间的波兰遇难者中（包括波兰犹太人）有547万至567万人因德国的行动丧生，还有15万因苏联的行动而死，总数约562万至582万。
波兰政府于1947年编写的官方报告中给出的数据显示，波兰2700.7万名波兰人和犹太人中共有602.8万人死于战争。该报告未计入乌克兰人和白俄罗斯人的遇难人数。然而，今天波兰的一些历史学家认为，战争期间的波兰人口损失至少有200万波兰人和300万犹太人。
由美国大屠杀纪念博物馆编写的《纳粹时代的波兰人受害者》中列出的死亡数字为波兰犹太人300万人，波兰人180至190万人。
共有25万波兰战俘死亡，其中12万死在德国，13万死在苏联。
针对罗姆人的种族灭绝（“吞灭”）杀害了3.5万人。波兰境内的犹太人大屠杀受害者总数为300万人。

## 注解
1. ↑  Polish Ministry of Foreign Affairs. . Washington, D.C.: Dale Street Books. 2014: 10–28. ISBN 9781941656105.
2. 1 2  Judith Olsak-Glass. . Sarmatian Review. January 1999  [2019-04-24]. （原始内容存档于2017-10-19）. The prisons, ghettos, internment, transit, labor and extermination camps, roundups, mass deportations, public executions, mobile killing units, death marches, deprivation, hunger, disease, and exposure all testify to the 'inhuman policies of both Hitler and Stalin' and 'were clearly aimed at the total extermination of Polish citizens, both Jews and Christians. Both regimes endorsed a systematic program of genocide.
3. ↑  Conquest, Robert.  1st American ed. New York, N.Y., U.S.A.: Viking. 1991. ISBN 0670840890. OCLC 24213913. Terminal horror suffered by so many millions of innocent Jewish, Slavic, and other European peoples as a result of this meeting of evil minds is an indelible stain on the history and integrity of Western civilization, with all of its humanitarian pretensions
4. 1 2 3  Piotrowski, Tadeusz. . McFarland & Company. 1997: 295. ISBN 0-7864-0371-3. 另见书评 （页面存档备份，存于）
5. 1 2 3  .   [2019-04-24]. （原始内容存档于2017-07-08） （美国英语）.
6. 1 2 3  Polska 1939–1945. Straty osobowe i ofiary represji pod dwiema okupacjami, ed. Tomasz Szarota and Wojciech Materski, Warszawa, IPN 2009, ISBN 978-83-7629-067-6 (Introduction reproduced here 的存檔，存档日期2013-02-01.)
7. ↑  Kirsten Sellars. . Cambridge University Press. 2013-02-28: 145. ISBN 978-1-107-02884-5.
8. 1 2 3 4 5 6  Eberhardt，第25頁.
9. ↑  Eberhardt，第27-29頁.
10. 1 2 3 4 5 6 7 8 9 10 11 12 13 14 15 16 17 18 19 20 21 22 23 24 25 26 27 28 29 30 31 32 33 34 35 36 37 38 39 40 41 42 43 44 45  . United States Holocaust Memorial Museum.   [2015-07-01]. （原始内容存档于2010-03-27）.另见： Poles: Victims of the Nazi Era （页面存档备份，存于）
11. 1 2 3  R. F. Leslie. . Cambridge University Press. 1980: 216. ISBN 978-0-521-27501-9.
12. 1 2  Roy A. Prete; A. Hamish Ion. . Wilfrid Laurier Univ. Press. 1984: 135–138. ISBN 978-0-88920-156-9.
13. ↑  Jerzy Jan Lerski. . Greenwood Publishing Group. 1996: 158. ISBN 978-0-313-26007-0.
14. ↑  Mikuláš Teich; Dušan Kováč; Martin D. Brown. . Cambridge University Press. 2011-02-03: 195. ISBN 978-1-139-49494-6.
15. ↑  Jan Tomasz Gross, Revolution from Abroad, pp. 4–5. Princeton, 2005, ISBN 0-691-09603-1.
16. 1 2 3 4 5  Trela-Mazur, Elżbieta. Włodzimierz Bonusiak , 编.  [Sowietyzacja oświaty w Małopolsce Wschodniej pod radziecką okupacją 1939-1941]. Kielce: Wyższa Szkoła Pedagogiczna im. Jana Kochanowskiego. 1998: 43, 294 [1997]  [2019-04-24]. ISBN 83-7133-100-2. （原始内容存档于2018-10-10）. （波兰語） Among the population of Eastern territories were circa 38% Poles, 37% Ukrainians, 14.5% Belarusians, 8.4% Jews, 0.9% Russians and 0.6% Germans.
17. ↑  T. Wiśniewski. . Media Depository. NowaHistoria. Interia.pl. 2016.
18. ↑  George Sanford. . Routledge. 2007-05-07: 47. ISBN 978-1-134-30299-4.
19. ↑  Bartłomiej Kozłowski. . Polska.pl. NASK（英语：Naukowa i Akademicka Sieć Komputerowa）. 2005  [2006-03-13]. （原始内容存档于2006-06-28） （波兰语）.
20. ↑  Elazar Barkan; Elizabeth A. Cole; Kai Struve. . Leipziger Universitätsverlag. 2007: 155. ISBN 978-3-86583-240-5.
21. ↑  Eberhardt，第30-31頁.
22. ↑  Eberhardt，第32-34頁.
23. ↑  . Nizkor.org（英语：Nizkor.org）.   [2013-02-09]. （原始内容存档于2003-05-08）.
24. ↑  . Avalon Project（英语：Avalon Project）. Yale Law School.   [2018-09-25]. （原始内容存档于2011-07-20）.
25. ↑  Jon Huer. . Hamilton Books. 2012-10-26: 166. ISBN 978-0-7618-6016-7.
26. ↑  Stefan Wolff. . Greenwood Publishing Group. 2003: 47–48. ISBN 978-0-275-97269-1.
27. ↑  Donald L. Niewyk; Francis R. Nicosia. . Columbia University Press. 2013-08-13: 276. ISBN 978-0-231-52878-8.
28. ↑  . Selections from Janusz Gumkowski and Kazimierz Leszczynski Poland Under Nazi Occupation.   [2019-04-24]. （原始内容存档于2012-04-13）. The ultimate purpose of Nazi policy was to destroy the Polish nation on the whole of Polish soil, whether that annexed by the Reich or that of the Government General
29. 1 2  Lucjan Dobroszycki; Jeffrey S. Gurock. . M.E. Sharpe. 1993-01-01: 36. ISBN 978-1-56324-173-4. General Plan Ost, which provided for the liquidation of the Slav peoples
30. 1 2  Stephen G. Fritz. . University Press of Kentucky. 2011-09-13: 158. ISBN 0-8131-4050-1. Since the ultimate destination of those displaced remained unclear, "natural wastage" on a vast scale must have been assumed, so genocide was implicit in Generalplan Ost from the beginning
31. 1 2 3 4  Michael Geyer. . Cambridge University Press. 2009: 152–153  [2019-04-24]. ISBN 978-0-521-89796-9. （原始内容存档于2024-10-06）.
32. ↑  Joseph Poprzeczny. . McFarland. 2004-02-19: 186–187. ISBN 978-0-7864-8146-0.
33. ↑  Joseph Poprzeczny. . McFarland. 2004-02-19: 3. ISBN 978-0-7864-8146-0.
34. 1 2  Prit Buttar. . Osprey Publishing. 2013-05-21: 59–60. ISBN 978-1-4728-0288-0.
35. ↑  Geoff Eley（英语：Geoff Eley）. . Routledge. 2013-05-29: 189. ISBN 1-135-04481-3.
36. ↑  . Selections from Janusz Gumkowski and Kazimierz Leszczynski Poland Under Nazi Occupation.   [2019-04-24]. （原始内容存档于2012-04-13）. The provisions of the Plan were that 80-85 per cent of the Poles would have to be deported from the German settlement area – to regions in the East. This, according to German calculations, would involve about 20 million people. About 3-4 million – all of them peasants –suitable for Germanization as far as "racial values" were concerned – would be allowed to remain. They would be distributed among German majorities as slaves for labor and Germanized within a single generation(...)
37. ↑  Lynn H. Nicholas, Cruel World: The Children of Europe in the Nazi Web p. 204 ISBN 0-679-77663-X
38. ↑  Pierre Ayçoberry. . New Press (NY). 2000: 228. ISBN 978-1-56584-635-7.
39. ↑  "Chapter 13. Chapter XIII – Germanization and Spoliation 的存檔，存档日期2003-12-03."
40. ↑  William J. Duiker, Jackson J. Spielvogel, World History, 1997. Page 794: By 1942, two million ethnic Germans had been settled in Poland.
41. 1 2  .   [2019-04-24]. （原始内容存档于2003-12-03）.
42. ↑  Lukas, Richard C. . New York: Hippocrene Books. 1994  [2019-04-24]. ISBN 0781802423. OCLC 29877700. （原始内容存档于2008-07-23）.
43. 1 2 3 4  .   [2019-04-24]. （原始内容存档于2003-12-03）.
44. ↑   (PDF).   [2019-04-24]. （原始内容存档 (PDF)于2021-03-15）.
45. ↑  Diemut Majer, United States Holocaust Memorial Museum, "Non-Germans" Under the Third Reich: The Nazi Judicial and Administrative System in Germany and Occupied Eastern Europe with Special Regard to Occupied Poland, 1939–1945 Von Diemut Majer, United States Holocaust Memorial Museum, JHU Press, 2003, p.240, ISBN 0-8018-6493-3.
46. ↑  参见： Helmut Heiber, "Denkschrift Himmler Uber die Behandlung der Fremdvolkischen im Osten", Vierteljahrshefte für Zeitgeschichte 1957, No. 2. (In) Michael Burleigh; Wolfgang Wippermann. . Cambridge University Press. 1991: (337–)  [2011-04-22]. ISBN 978-0-521-39802-2.
47. 1 2 3 4  . The Holocaust Encyclopedia. United States Holocaust Memorial Museum.   [2018-09-25]. （原始内容存档于2021-04-03）.
48. 1 2  Benjamin B. Ferencz. . Indiana University Press. 2002: 24–25. ISBN 0-253-21530-7.
49. 1 2 3  Ulrich Herbert, William Templer, Hitler's foreign workers: enforced foreign labor in Germany under the Third Reich, Cambridge University Press, 1997, ISBN 0-521-47000-5,Google Print, p.71-73 （页面存档备份，存于）
50. ↑  Ulrich Merten. . Transaction Publishers. 2013-08-15: 85–86. ISBN 978-1-4128-5258-6.
51. ↑  Gellately, Robert. . Oxford: Oxford University Press. 2002: 127. ISBN 0192802917.
52. ↑  Tadeusz Piotrowski. . McFarland. 1998: 22. ISBN 978-0-7864-0371-4.
53. 1 2 3  Richard L. Rubenstein; John K. Roth. . Westminster John Knox Press. 2003: 195–196. ISBN 978-0-664-22353-3.
54. ↑  Thomas F. X. Noble; Barry Strauss; Duane Osheim; Kristen Neuschel; Elinor Accampo. . Cengage Learning. 2007-01-12: 880. ISBN 1-111-80948-8.
55. 1 2  Elaine Saphier Fox. . Northwestern University Press. 2013-08-31: 275. ISBN 978-0-8101-6661-5.
56. ↑  .   [2018-09-25]. （原始内容存档于2018-06-14）.
57. ↑  Vogelsang, Peter; Larsen, Brian B.M., , Holocaust and Genocide Studies, （原始内容存档于2013-10-22）
58. ↑  Vogelsang, Peter; Larsen, Brian B.M., , Holocaust and Genocide Studies[永久]
59. ↑  CFCA. . The Coordination Forum for Countering Antisemitism. 2013  [2013-12-27]. （原始内容存档于2013-11-27）. From diary of Reich Propaganda Minister Joseph Goebbels, dated 12 December 1941.
60. 1 2  Yad Vashem.  (PDF file, direct download 33.1 KB). Shoah Resource Center, The International School for Holocaust Studies. 2013  [2013-10-31]. （原始内容存档 (PDF)于2017-12-15）.
61. ↑  Eberhardt，第46頁.
62. ↑  Stephan Lehnstaedt, Jochen Böhler (editors): Die Berichte der Einsatzgruppen aus Polen 1939. Vollständige Edition (translated: the reports of the Einsatzgruppen from Poland 1939. Complete edition), 2013, ISBN 978-3863311384. Jürgen Matthäus（英语：Jürgen Matthäus）, Jochen Böhler（英语：Jochen Böhler）, Klaus-Michael Mallmann（英语：Klaus-Michael Mallmann）: War, Pacification, and Mass Murder, 1939: The Einsatzgruppen in Poland. Rowman & Littlefield Publishers 2014, ISBN 978-1442231412.
63. ↑  Michał Rapta; Wojciech Tupta; Grzegorz Moskal. . Historia Rabki. 2009: 104. ISBN 978-83-60817-33-9.
64. 1 2 3  Jan S. Prybyla. . Wheatmark, Inc. 2010: 133–136. ISBN 978-1-60494-325-2.
65. 1 2  Dr Robert Rozett; Dr Shmuel Spector. . Routledge. 2013-11-26: 101  [2019-04-24]. ISBN 978-1-135-96950-9. （原始内容存档于2023-10-23）.
66. ↑  Libionka, Dariusz.  (PDF). Carol Rittner, Stephen D. Smith, Irena Steinfeldt  (编). . New Leaf Press: 74–78. 2004  [2019-04-24]. ISBN 978-0-89221-591-1. （原始内容存档 (PDF)于2020-04-17）.
67. 1 2 3 4  Craughwell, Thomas J. . Catholic Culture.   [2018-09-25]. （原始内容存档于2014-07-12）.
68. 1 2  . United States National Catholic Welfare Conference. 1943: 33–51 （英语）.
69. ↑  . Instytut Zachodni. 1989: 48.
70. ↑  . Alma Mater, Issue 64. November 2004: 46 （波兰语）.
71. ↑  .   [2019-04-24]. （原始内容存档于2009-03-02）.
72. 1 2  . 2012-05-27  [2018-09-25]. （原始内容存档于2012-05-27）.
73. ↑  Nicholas, Lynn H.  1st Vintage books ed. New York: Vintage Books. 2006: 250. ISBN 067977663X. OCLC 70177251.
74. ↑  Nicholas, Lynn H.  1st Vintage books ed. New York: Vintage Books, a division of Random House. 2006: 249. ISBN 067977663X. OCLC 70177251.
75. ↑  Melissa Eddy. . StarNewsOnline (Wilmington, NC). Associated Press. 2007-05-08  [2008-09-16]. （原始内容存档于2007-12-13）. If they met racial guidelines, they were taken; one girl got back home.
76. ↑  Nicholas, Lynn H.  1st Vintage books ed. New York: Vintage Books, a division of Random House. 2006: 400–401. ISBN 067977663X. OCLC 70177251.
77. 1 2 3  Grzegorz Ostasz. .   [2019-04-24]. （原始内容存档于2008-04-10）.
78. ↑  Stanisław Salmonowicz. . Wydawnictwa Szkolne i Pedagogiczne. 1994  [2012-01-02]. ISBN 978-83-02-05500-3. （原始内容存档于2019-06-10）., p. 37-46.
79. 1 2  Józef Garliński. . Journal of Contemporary History (Sage Publications, Ltd.). April 1975, 10 (2): 219–259. JSTOR 260146. doi:10.1177/002200947501000202., p. 220-223
80. ↑  Zamoyski, Adam (1987), The Polish Way. New York: Hippocrene Books, ISBN 0781802008.
81. ↑  Marek Ney-Krwawicz. .   [2019-04-24]. （原始内容存档于2016-08-24）.
82. ↑  . Encyklopedia PWN（英语：Encyklopedia PWN）.   [2019-04-24]. （原始内容存档于2014-05-12） （波兰语）.
83. 1 2 3 4  . Encyklopedia WIEM（英语：Encyklopedia WIEM）.   [2019-04-24]. （原始内容存档于2018-01-17） （波兰语）.
84. ↑  Borowiec, Andrew (2001). Destroy Warsaw! Hitler's punishment, Stalin's revenge. Westport, Connecticut: Praeger. ISBN 0-275-97005-1. p. 179.
85. ↑  Adam Jones. . Routledge. 2006-09-27: 175. ISBN 978-1-134-25980-9.
86. ↑  Tadeusz Piotrowski. . McFarland. 1998: 305–. ISBN 978-0-7864-0371-4.
87. 1 2  Davies 2008，第200頁.
88. ↑  Davies 2008，第594頁.
89. ↑  Donald L. Niewyk; Francis R. Nicosia. . Columbia University Press. 2000: 114–. ISBN 978-0-231-11200-0.
90. ↑  Iwo Pogonowski, Jews in Poland, Hippocrene, 1998. ISBN 0-7818-0604-6. Page 99.
91. ↑  . www.jewishvirtuallibrary.org.   [2018-09-25]. （原始内容存档于2016-11-10）.
92. 1 2  Piotrowski, Tadeusz. . 2005  [2007-03-15]. （原始内容存档于2007-04-18）.
93. ↑  Łuczak, Czesław. . Dzieje Najnowsze. 1994, (1994/2).
94. ↑  Jewish Virtual Library. . 2015-08-02  [2019-04-24]. （原始内容存档于2017-01-14）. 来源："Atlas of the Holocaust" by Martin Gilbert (1982).
Jewish Virtual Library. .   [2019-04-24]. （原始内容存档于2016-09-24）. 带有档案照片。
95. ↑  Piotrowski, Tadeusz. . McFarland. 1988: 177–259. ISBN 0-7864-0371-3. How are we ... to explain the phenomenon of Ukrainians rejoicing and collaborating with the Soviets? Who were these Ukrainians? That they were Ukrainians is certain, but were they communists, Nationalists, unattached peasants? The Answer is "yes" – they were all three
96. 1 2  Forschungsamt, Militargeschichtliches; Schramm, Gottfried. Wegner, Bernd , 编. . Berghahn Books. 1997: 47–79. ISBN 1-57181-882-0.
97. ↑  Montefiore, Simon Sebag. . New York: Vintage books. 2003: 313. ISBN 1400076781. OCLC 61699298.
98. ↑  [Simon Sebag Montefiore. Stalin. The Court of the Red Tsar, page 312. Vintage Books, New York 2003. Vintage ISBN 1-4000-7678-1]
99. ↑  Telegrams sent by Schulenburg（英语：Friedrich Werner von der Schulenburg）, German ambassador to the Soviet Union, from Moscow to the German Foreign Office: No. 317 的存檔，存档日期2009-11-07. of 10 September 1939, No. 371 的存檔，存档日期2007-04-30. of 16 September 1939, No. 372 的存檔，存档日期2007-04-30. of 17 September 1939. The Avalon Project（英语：Avalon Project）, Yale Law School. Retrieved 14 November 2006.
100. ↑  （波兰語） 1939 wrzesień 17, Moskwa Nota rządu sowieckiego nie przyjęta przez ambasadora Wacława Grzybowskiego （页面存档备份，存于） （苏联政府1939年9月17日对波兰政府的通告，被波兰大使瓦茨瓦夫·格日博夫斯基（英语：Wacław Grzybowski）回绝）.
101. ↑  Sanford，第23頁.
102. ↑  . Encyklopedia PWN（英语：Encyklopedia PWN）.   [2019-04-24]. （原始内容存档于2008-03-06） （波兰语）.
103. ↑  （波兰語） .   [2005-01-07]. （原始内容存档于2005-01-07）. Polish Institute of National Remembrance. Internet Archive, 16.10.03. Retrieved 16 July 2007.
104. ↑  （波兰語） Rozstrzelany Szpital 的存檔，存档日期2007-03-07. (Executed Hospital). Tygodnik Zamojski, 15 September 2004. Retrieved 28 November 2006.
105. ↑  （波兰語） Szack （页面存档备份，存于）. Encyklopedia Interia（英语：Encyklopedia Interia）. Retrieved 28 November 2006.
106. ↑  Benjamin B. Fischer. .   [2019-04-24]. （原始内容存档于2007-06-13）.
107. 1 2  Sanford，第20-24頁.
108. ↑  . electronicmuseum.ca.   [2019-04-24]. （原始内容存档于2010-05-16）.（1943年4月25日苏联单方面切断与波兰外交关系的告示英译本）
109. ↑  Sanford，第129頁.
110. ↑  Sanford，第127頁.
111. ↑  Dean, Martin. . Palgrave Macmillan. 2003-03-23: 127  [2019-04-24]. ISBN 9781403963710. （原始内容存档于2023-05-30） （英语）.
112. ↑  . Encyklopedia PWN（英语：Encyklopedia PWN）. 2006-05-09  [2019-04-24]. 原始内容存档于2006-05-09 （波兰语）.
113. ↑  Gross 2002，第17頁.
114. ↑  Davies, Norman. . Oxford. : 1001–1003  [2019-04-24]. ISBN 0195209125. OCLC 35593922. （原始内容存档于2009-07-04）.
115. ↑  Gross 2002，第24,32-33頁.
116. ↑   Stachura, Peter D. . Psychology Press. 2004: 132. ISBN 9780415343589 （英语）.
117. ↑  Piotrowski 1998，第1,11-13,32頁.
118. ↑  Ośrodek Karta, Represje 1939–41. Aresztowani na Kresach Wschodnich 的存檔，存档日期2006-10-21. （1939-1941年的压迫：在东部边境的逮捕）Retrieved 15 November 2006. （波兰語）
119. ↑  Rieber 2000，第14,32-37頁.
120. ↑  Roszkowski, Wojciech. . Warsaw: Wydawnictwa Naukowe PWN（英语：Wydawnictwa Naukowe PWN）. 1998: 476. ISBN 83-01-12693-0 （波兰语）.
121. ↑  Adam Sudoł (编). . Bydgoszcz: Wyższa Szkoła Pedagogiczna. 1998: 441. ISBN 83-7096-281-5 （波兰语）.
122. 1 2  Weiner, Myron; Russell, Sharon Stanton. . Berghahn Books. 2001: 308–315. ISBN 9781571813398 （英语）.
123. ↑  Bartłomiej Kozłowski. . Polska.pl. NASK. 2005  [2006-03-13]. （原始内容存档于2006-06-28） （波兰语）.
124. 1 2 3  Gross 2002，第396頁.
125. ↑  .   [2006-03-14]. （原始内容存档于2006-02-10）.
126. ↑  Lanckorośka, Karolina. . Znak. 2001. ISBN 9788324000777 （波兰语）.
127. ↑  Craig Thompson-Dutton. . Dutton. 1950: 88–95.
128. ↑  Parrish, Michael. . Greenwood Publishing Group. 1996. ISBN 9780275951139 （英语）.
129. ↑  Rutland, Peter. . Cambridge: Cambridge University Press. 1993: 9. ISBN 0521392411. OCLC 25130733.
130. ↑  Kravchenko, Victor A. . Transaction Publishers. 1988: 310. ISBN 0-88738-756-X.
131. ↑  . Encyklopedia PWN（英语：Encyklopedia PWN）.   [2019-04-24]. （原始内容存档于2005-04-20） （波兰语）.
132. ↑  . Encyklopedia PWN（英语：Encyklopedia PWN）.   [2019-04-24]. 原始内容存档于2006-05-09 （波兰语）.
133. ↑  在第一批被大规模派遣到劳教所的波兰战俘中，约有25,000名普通士兵与其余战友分开，关押在羅夫諾的一个工作营地，并被迫修建一条道路。参见：. Institute of National Remembrance website. 波兰国家记忆研究院. 2004  [2006-03-15]. （原始内容存档于2006-07-19）.
134. ↑  Chodakiewicz, Marek Jan. . Lexington Books. 2004. ISBN 0-7391-0484-5.
135. ↑  Herling-Grudziński, Gustaw. . Penguin Books. 1996: 284. ISBN 0-14-025184-7.
136. ↑  Anders, Władysław. . Lublin: Test. 1995: 540. ISBN 83-7038-168-5 （波兰语）.
137. ↑  Jerzy Gizella. . Przegląd polski. 2001-11-10. （原始内容存档于2006-04-27） （波兰语）.
138. ↑  Assembly of Captive European Nations, First Session
139. ↑  （波兰語）Represje 1939–41 Aresztowani na Kresach Wschodnich 的存檔，存档日期2006-10-21. (Repressions 1939–41. Arrested on the Eastern Borderlands.) Ośrodek Karta. Last accessed on 15 November 2006.
140. ↑  1939年至1941年间遭苏联驱逐的具体人数仍然未知；不同研究的估计从35万人（. Encyklopedia PWN（英语：Encyklopedia PWN）.   [2019-04-24]. （原始内容存档于2005-04-20） （波兰语）.）到超过200万人（大多为波兰地下国二战时期的估计数据）不等。早期的数据估计基于内务人民委员部给出的记录，但未包括苏联关押的18万名战俘。如今，历史学家大多估计在这一时期总计约有80万-150万人被驱逐出苏联占领区。例如，R. J. Rummel给出的数量为120万人；Tony Kushner 和 Katharine Knox 在《Refugees in an Age of Genocide》第219页和《Lethal Politics: Soviet Genocide and Mass Murder Since 1917》132页中给出了150万人被驱逐的数据。参见：Marek Wierzbicki; Tadeusz M. Płużański. . Tygodnik Solidarność（英语：Tygodnik Solidarność）. March 2001, (2 March 2001). 以及 Albin Głowacki. . Piotr Chmielowiec  (编). . Rzeszów-Warsaw: Instytut Pamięci Narodowej. September 2003. ISBN 83-89078-78-3. （原始内容存档于2003-10-03） （波兰语）.
141. ↑  Davies, Norman. . Oxford: Oxford University Press. 1982: 449–455. ISBN 0-19-925340-4.
142. ↑  Bernd Wegner（英语：Bernd Wegner）, From Peace to War: Germany, Soviet Russia, and the World, 1939–1941, Bernd Wegner, 1997, ISBN 1-57181-882-0. Google Print, p.78[]
143. ↑  Ciesielski, Stanisław; Materski, Wojciech; Paczkowski, Andrzej. .  2nd. Warsaw: Ośrodek KARTA. 2002  [2006-03]. ISBN 83-88288-31-8. （原始内容存档于2006-02-22） （波兰语）.
144. ↑  Gross 2002，第188頁.
145. ↑  Gitelman, Zvi. . Indiana University Press. 2001: 116. ISBN 0-253-21418-1.
146. ↑  Gross 2002，第35頁.
147. ↑  Gross 2002，第36頁.
148. 1 2  Jessica Jager，Piotrowski的波兰大屠杀回顾 （页面存档备份，存于），加州大学圣巴巴拉分校
149. ↑  Wojciech Materski and Tomasz Szarota (eds.).Polska 1939–1945. Straty osobowe i ofiary represji pod dwiema okupacjami.Institute of National Remembrance(IPN) Warszawa 2009 ISBN 978-83-7629-067-6 (Introduction reproduced here 的存檔，存档日期2012-03-23.)
150. ↑  修订战争损失的估计数字是CzesławŁuczak（英语：Czesław Łuczak）和Krystyna Kersten（英语：Krystyna Kersten）在波兰学术期刊Dzieje Najnowsze ＃2-1994中的文章主题。
151. ↑  Vadim Erlikman (2004). Poteri narodonaseleniia v XX veke : spravochnik. Moscow. ISBN 5-93165-107-1
152. ↑  Donald Kendrick, The Destiny of Europe's Gypsies. Basic Books 1972 ISBN 0-465-01611-1
153. ↑  Martin Gilbert（英语：Martin Gilbert）. Atlas of the Holocaust 1988 ISBN 0-688-12364-3